# Lijst van personen overleden in 1955
Dit is een lijst van personen die zijn overleden in 1955.

## Januari

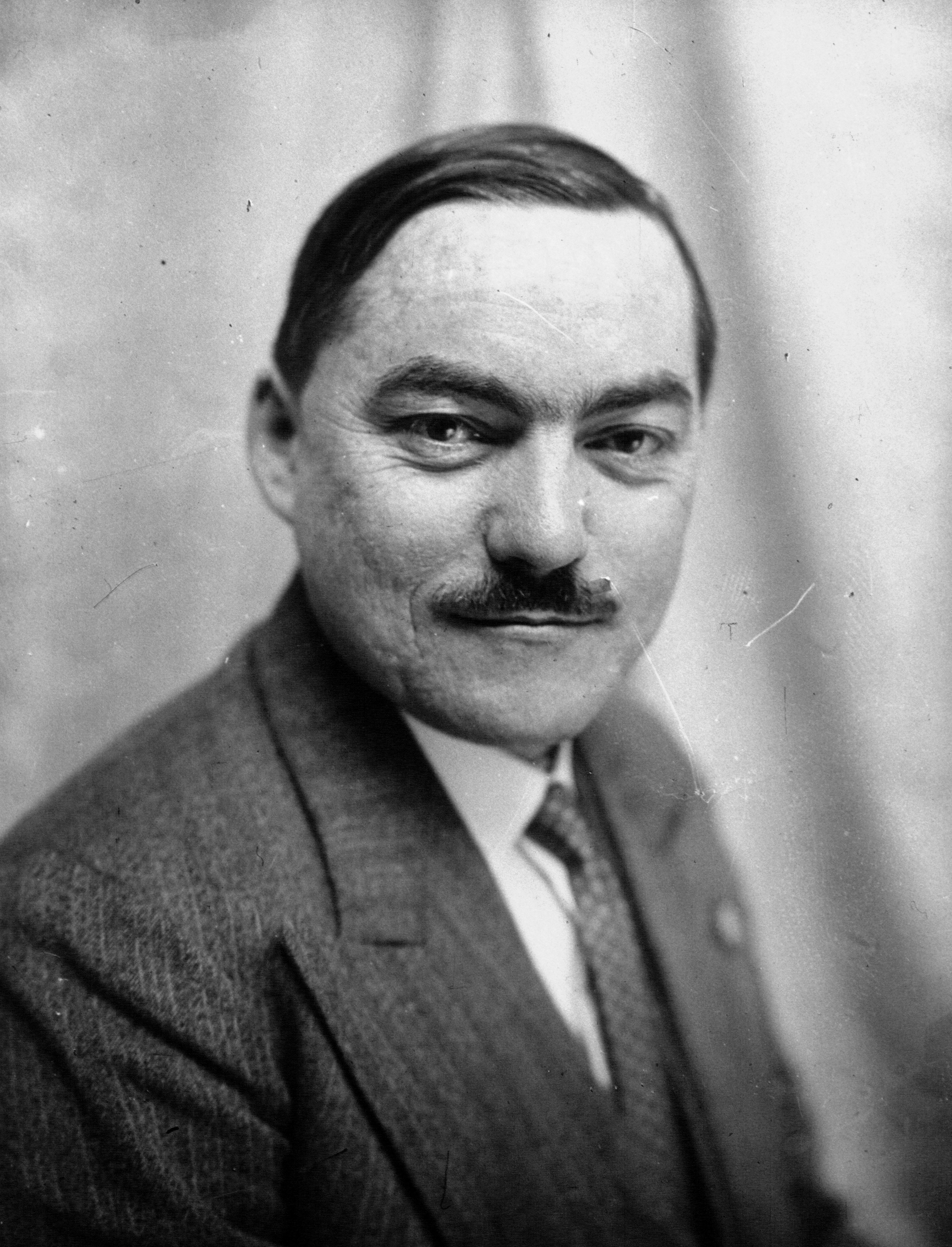
Marcel Déat
5 januari

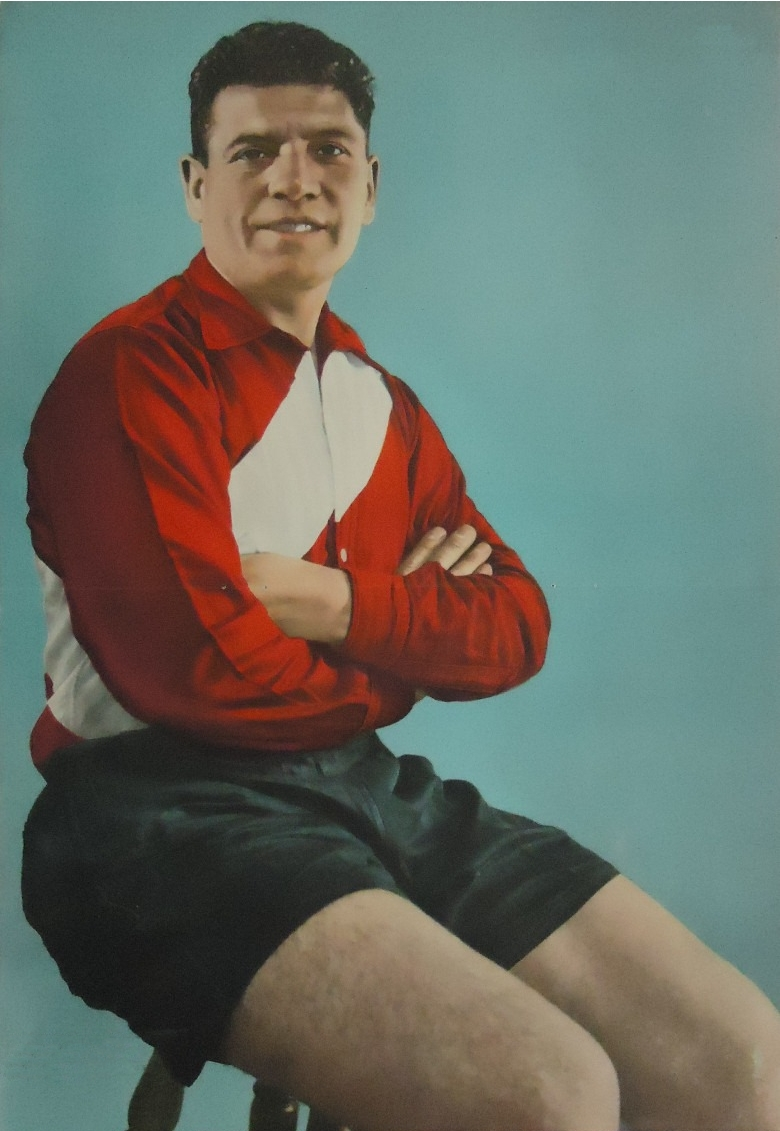
Ramón Muttis
12 januari

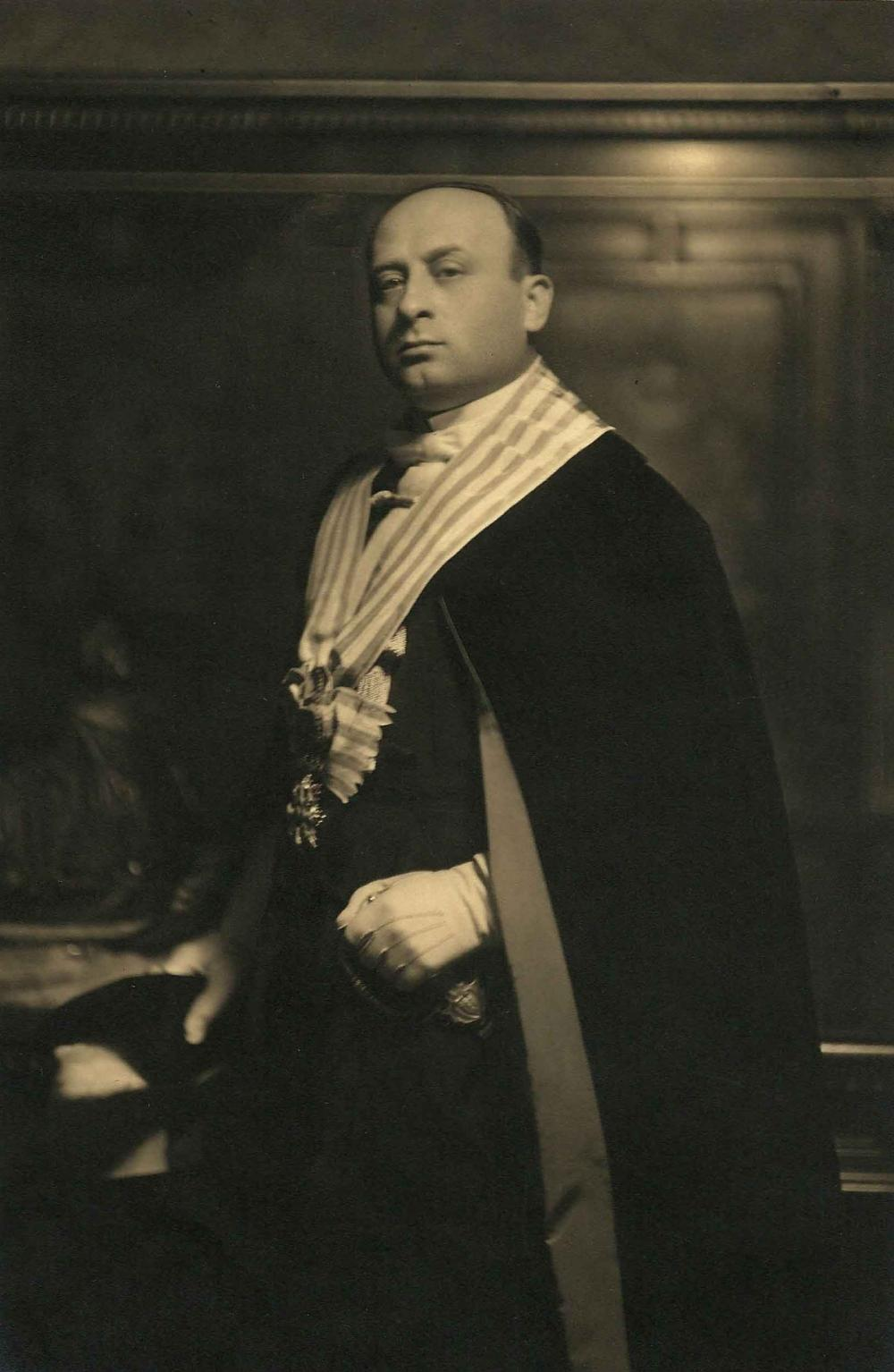
Giuliano Gozi
18 januari

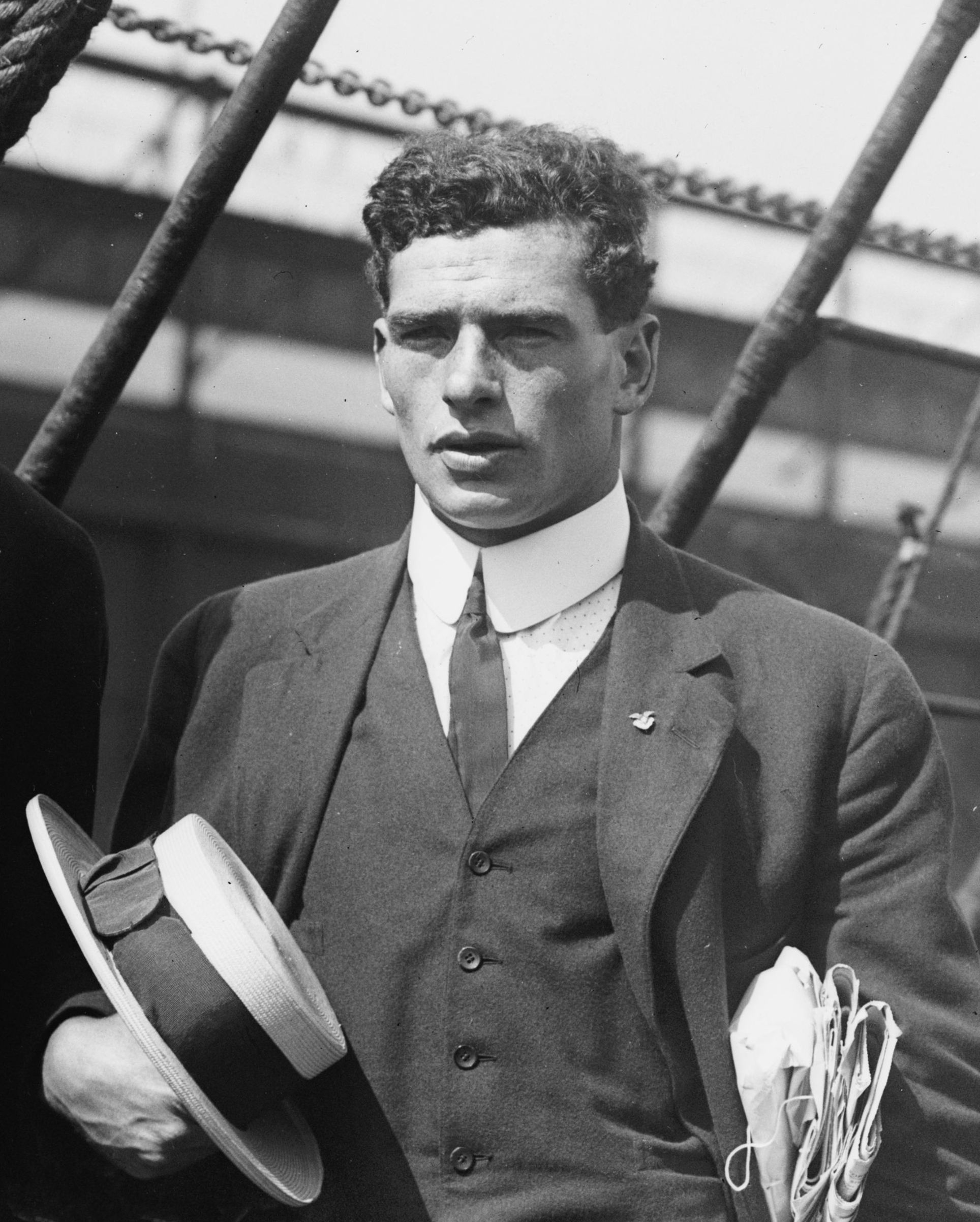
James Duncan
21 januari

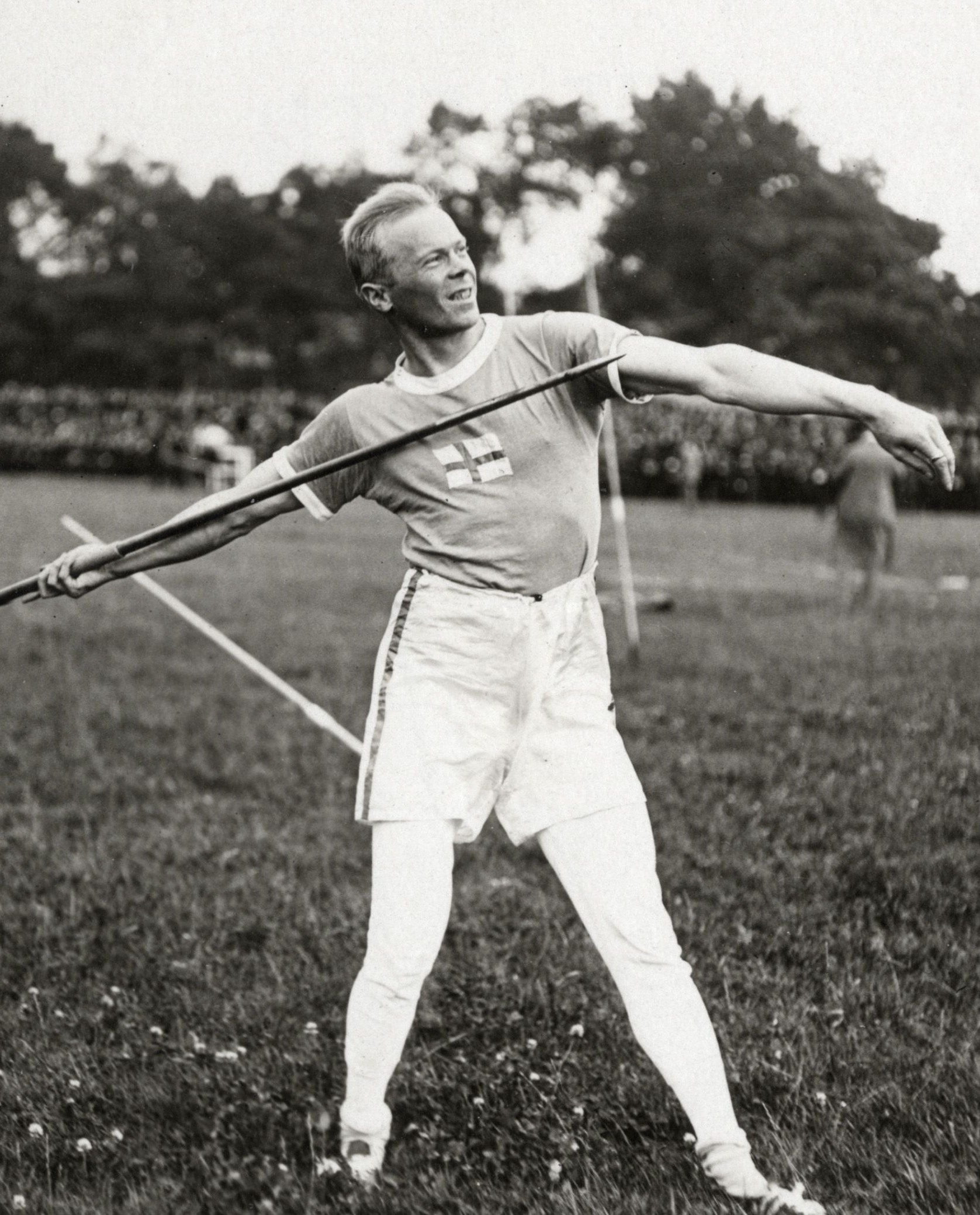
Jonni Myyrä
22 januari

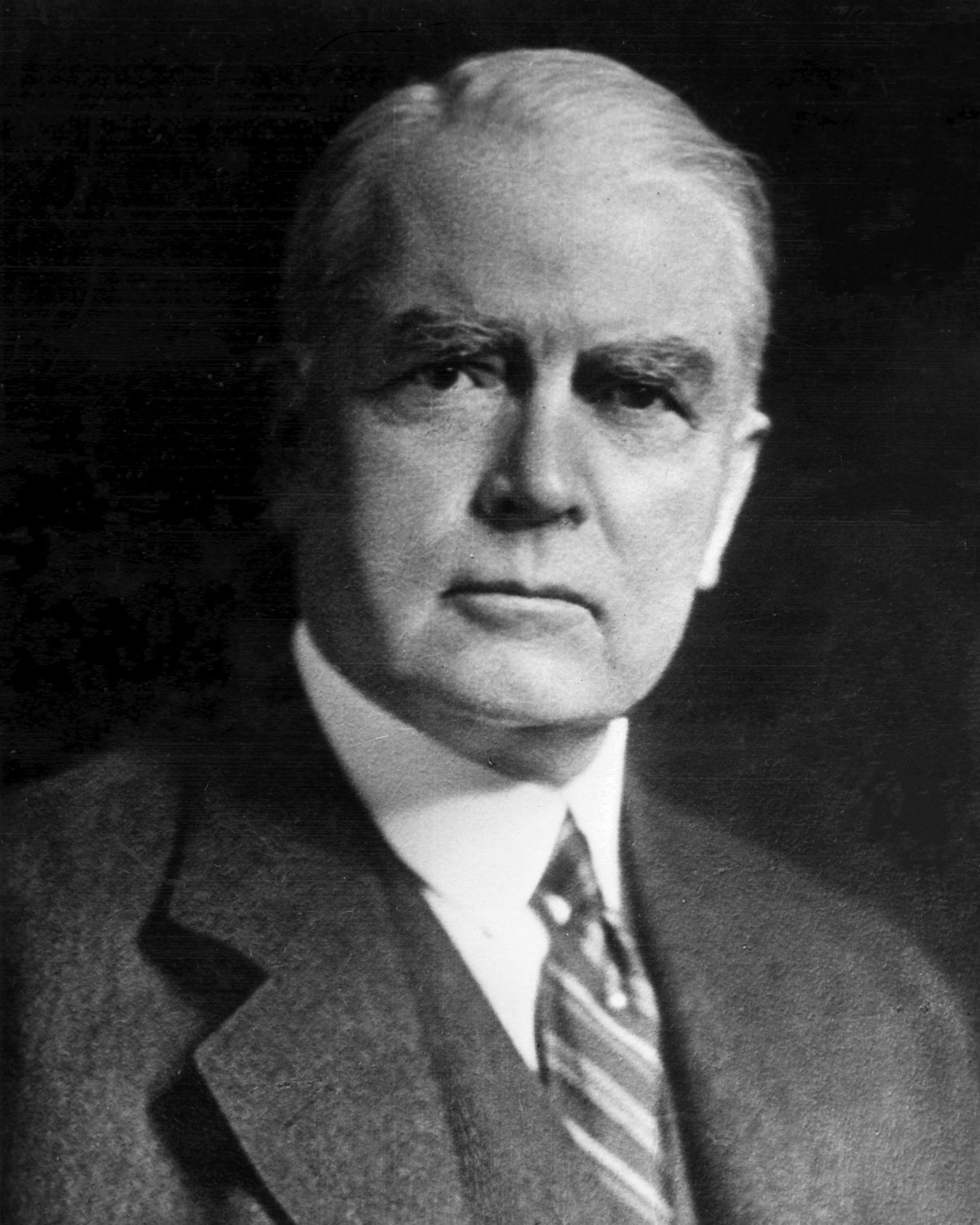
John R. Mott
31 januari

| 1 | 2 | 3 | 4 | 5 | 6 | 7 | 8 | 9 | 10 | 11 | 12 | 13 | 14 | 15 | 16 | 17 | 18 | 19 | 20 | 21 | 22 | 23 | 24 | 25 | 26 | 27 | 28 | 29 | 30 | 31 |
| - | - | - | - | - | - | - | - | - | -- | -- | -- | -- | -- | -- | -- | -- | -- | -- | -- | -- | -- | -- | -- | -- | -- | -- | -- | -- | -- | -- |

### 3 januari
- Reginald Fenning (69), Brits roeier
- José Norton de Matos (87), Portugees militair en politicus

### 4 januari
- Jan Derk Domela Nieuwenhuis Nyegaard (84), Nederlands predikant

### 5 januari
- Marcel Déat (60), Frans politicus

### 7 januari
- Alfred Bastien (81), Belgisch kunstschilder
- Samuel John Lamorna Birch (85), Brits kunstschilder
- Elisabeth Charlotte van Hessen-Kassel (91), lid Duitse adel
- Willem Bernard Engelbrecht (73), Nederlands jurist en diplomaat
- Edward Kasner (76), Amerikaans wiskundige

### 10 januari
- Joseph McCabe (87), Brits schrijver en vrijdenker

### 11 januari
- Rodolfo Graziani (72), Italiaans militair leider

### 12 januari
- Ramón Muttis (55),  Argentijns voetballer
- Armand Thiéry (86), Belgisch priester, theoloog en psycholoog

### 13 januari
- Gerold Stahel (67), Zwitsers botanicus

### 14 januari
- Gerardus Bulten (83), Nederlands politicus
- George van Rossem (72), Nederlands schermer

### 15 januari
- Joannes Antonius Veraart (68), Nederlands politicus en onderwijsbestuurder

### 16 januari
- Asbjørn Halvorsen (56), Noors voetballer en voetbaltrainer

### 17 januari
- Reneke de Marees van Swinderen (94), Nederlands politicus

### 18 januari
- Oege Bakker (64), Nederlands econoom
- Giuliano Gozi (60), San Marinees politicus

### 19 januari
- Gus Arnheim (57), Amerikaans componist en bandleider

### 20 januari
- Hans-Paul Ganter-Gilmans (37), Oost-Duits politicus

### 21 januari
- James Duncan (67), Amerikaans atleet
- Jo Erens (26), Nederlands zanger
- Archie Hahn (74), Amerikaans atleet

### 22 januari
- Jonni Myyrä (62), Fins atleet
- Tjipke Visser (78), Nederlands beeldhouwer

### 24 januari
- Ira Hayes (32), Amerikaans militair

### 25 januari
- Hermann Drewitz (67), Duits politicus
- Maria Marc (78), Duitse kunstenares
- Willem Vaarzon Morel (86), Nederlands kunstschilder

### 26 januari
- Holger Nielsen (88), Deens schermer, schutter en atleet

### 28 januari
- Friedrich Hochbaum (60), Duits militair leider

### 29 januari
- Hans Hedtoft (51), Deens politicus

### 30 januari
- Paul Wirz (62), Zwitsers antropoloog

### 31 januari
- John R. Mott (89), Amerikaans geestelijk leider

## Februari

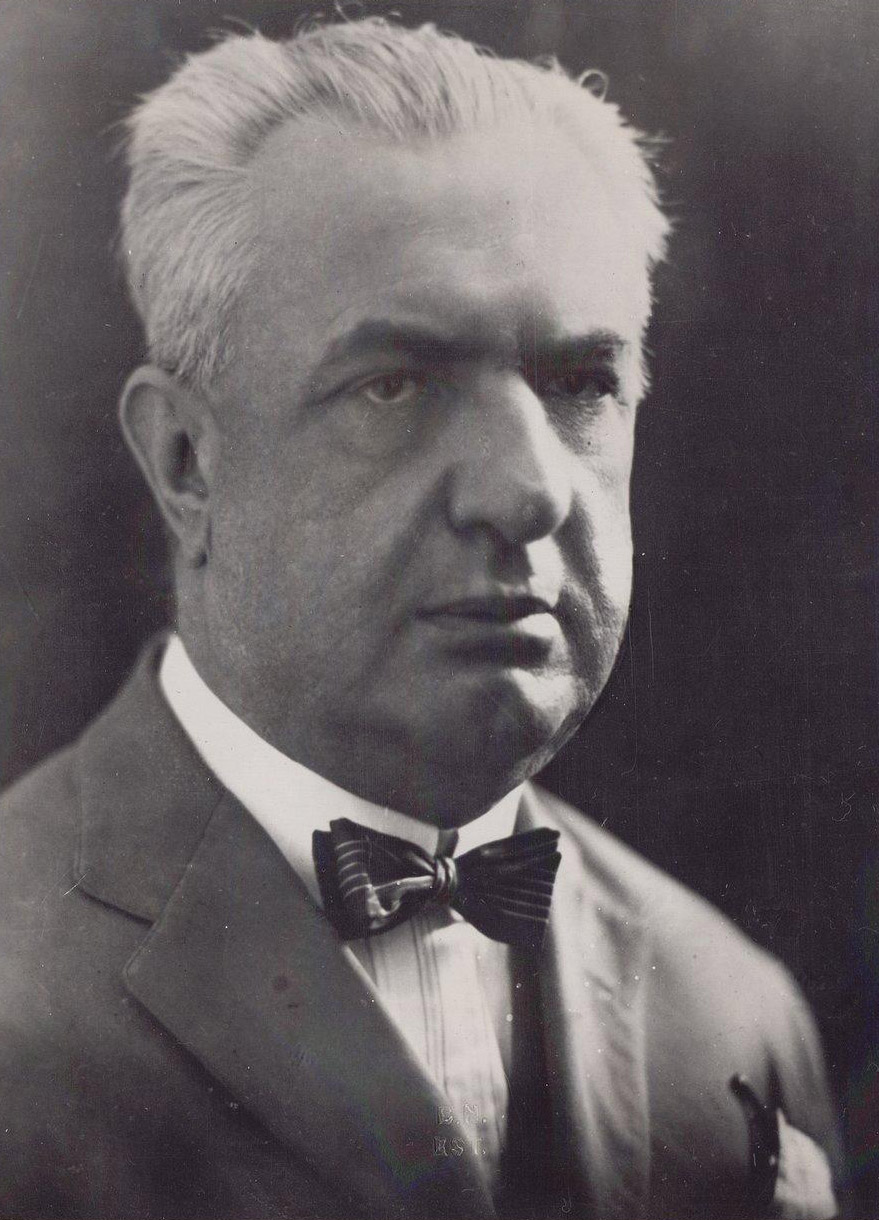
Constantin Argetoianu
6 februari

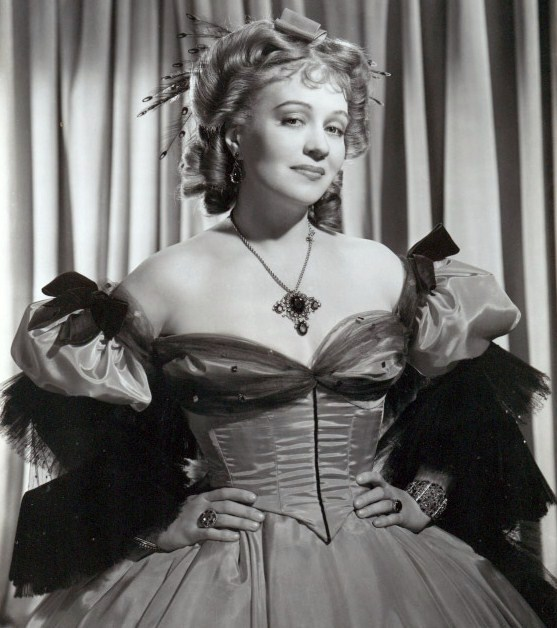
Ona Munson
11 februari

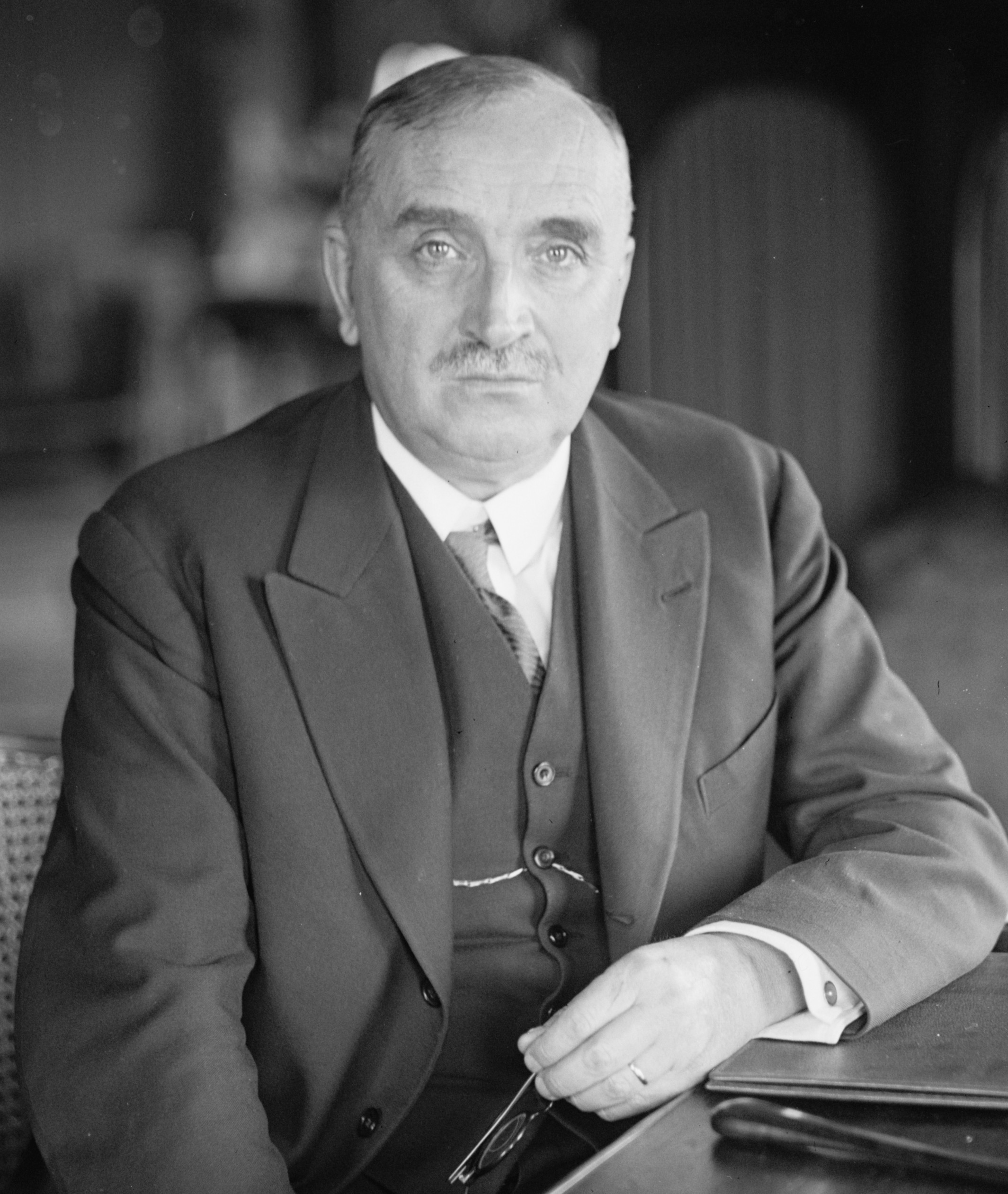
Paul Claudel
23 februari

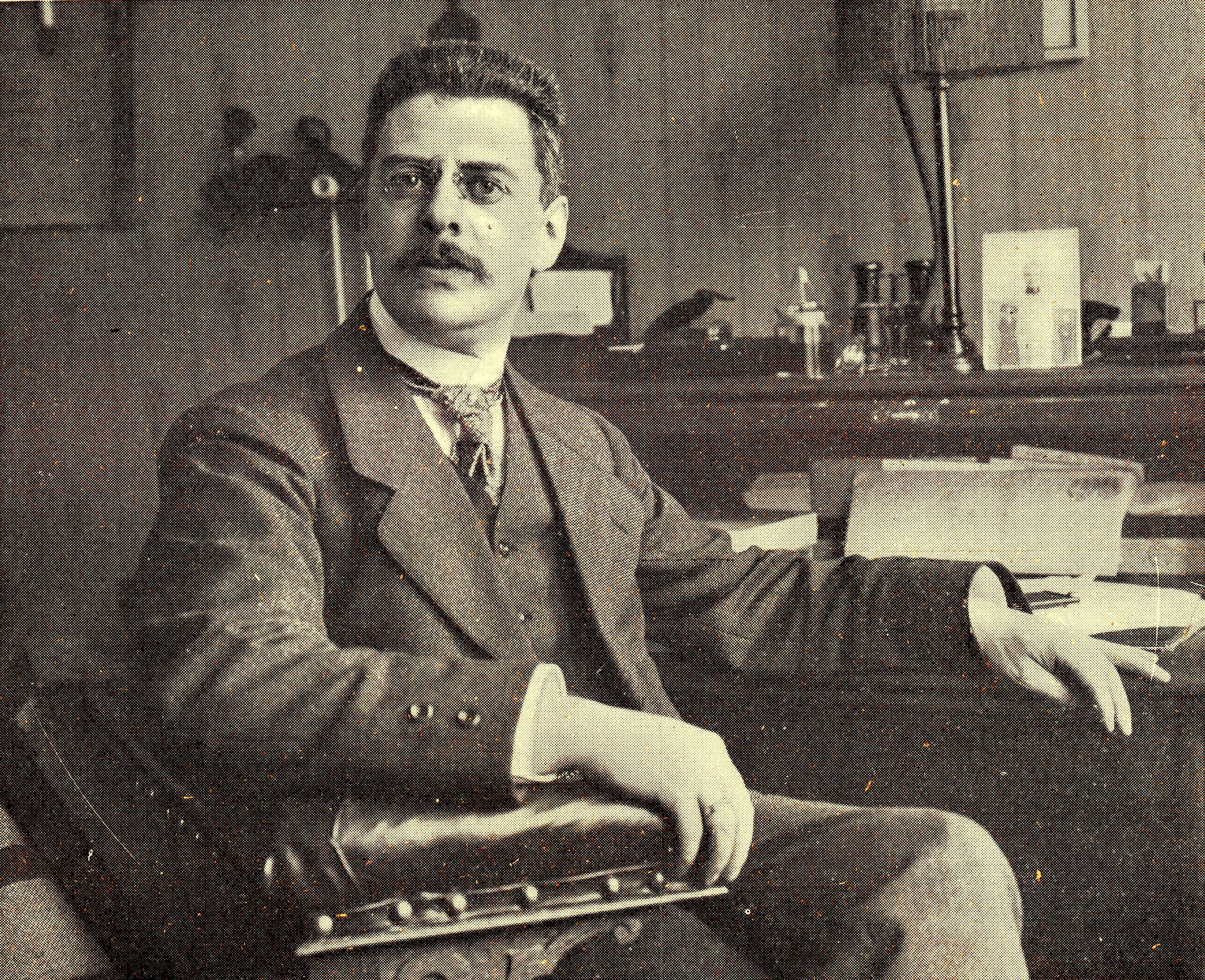
August Adriaan Pulle
28 februari

| 1 | 2 | 3 | 4 | 5 | 6 | 7 | 8 | 9 | 10 | 11 | 12 | 13 | 14 | 15 | 16 | 17 | 18 | 19 | 20 | 21 | 22 | 23 | 24 | 25 | 26 | 27 | 28 |
| - | - | - | - | - | - | - | - | - | -- | -- | -- | -- | -- | -- | -- | -- | -- | -- | -- | -- | -- | -- | -- | -- | -- | -- | -- |

### 2 februari
- Oswald Avery (77), Amerikaans medicus

### 3 februari
- Vasili Blochin (60), Sovjet-Russisch militair en beul

### 4 februari
- Chris de Graaff (64), Nederlands journalist en dichter
- Gerlach Royen (74), Nederlands taalkundige

### 5 februari
- Constantijn Willem Ferdinand Mackay (84), Nederlands burgemeester

### 6 februari
- Constantin Argetoianu (83), Roemeens politicus

### 11 februari
- Ona Munson (51), Amerikaans actrice

### 15 februari
- Norbert Van Doorne (74), Belgisch politicus

### 17 februari
- Daniel Constant Mees (72), Nederlands burgemeester

### 18 februari
- Charles Crupelandt (68), Frans wielrenner

### 19 februari
- Marcel Dubois (68), Belgisch worstelaar, gewichtheffer en atleet
- Isaäc Pieter de Vooys (80), Nederlands werktuigbouwkundige

### 20 februari
- Samuël John van Tuyll van Serooskerken (81), lid Nederlandse adel

### 23 februari
- Paul Claudel (86), Frans schrijver

### 24 februari
- Clemente Biondetti (56), Italiaans autocoureur
- Johann Gottlieb Sillem (61), Nederlands diplomaat

### 28 februari
- August Adriaan Pulle (77), Nederlands botanicus

## Maart

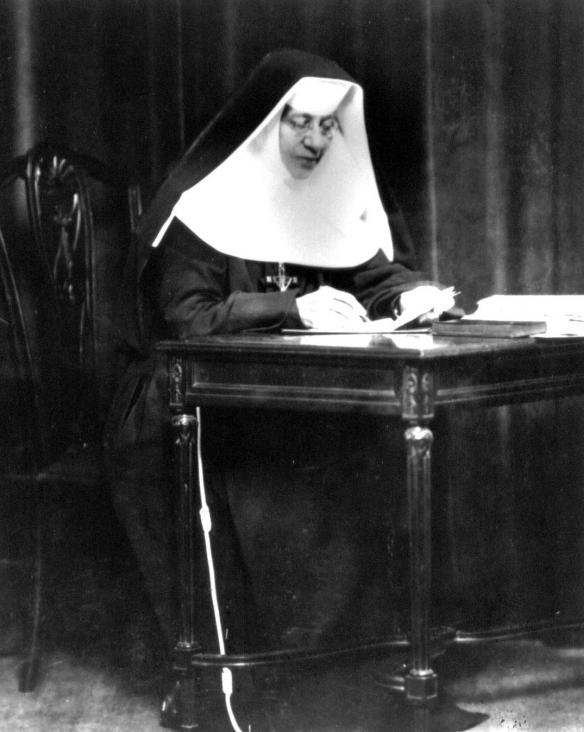
Katharine Drexel
3 maart

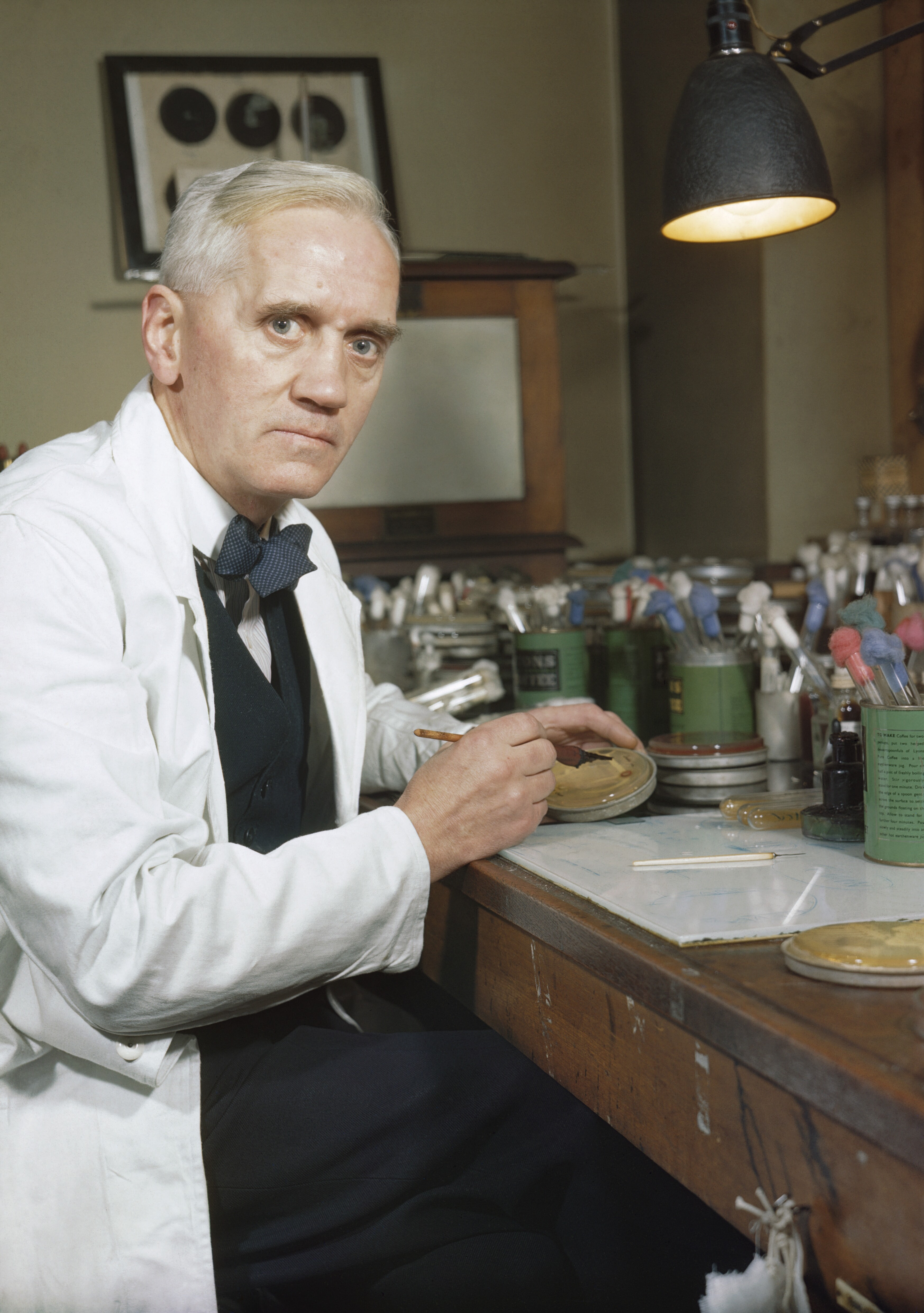
Alexander Fleming
11 maart

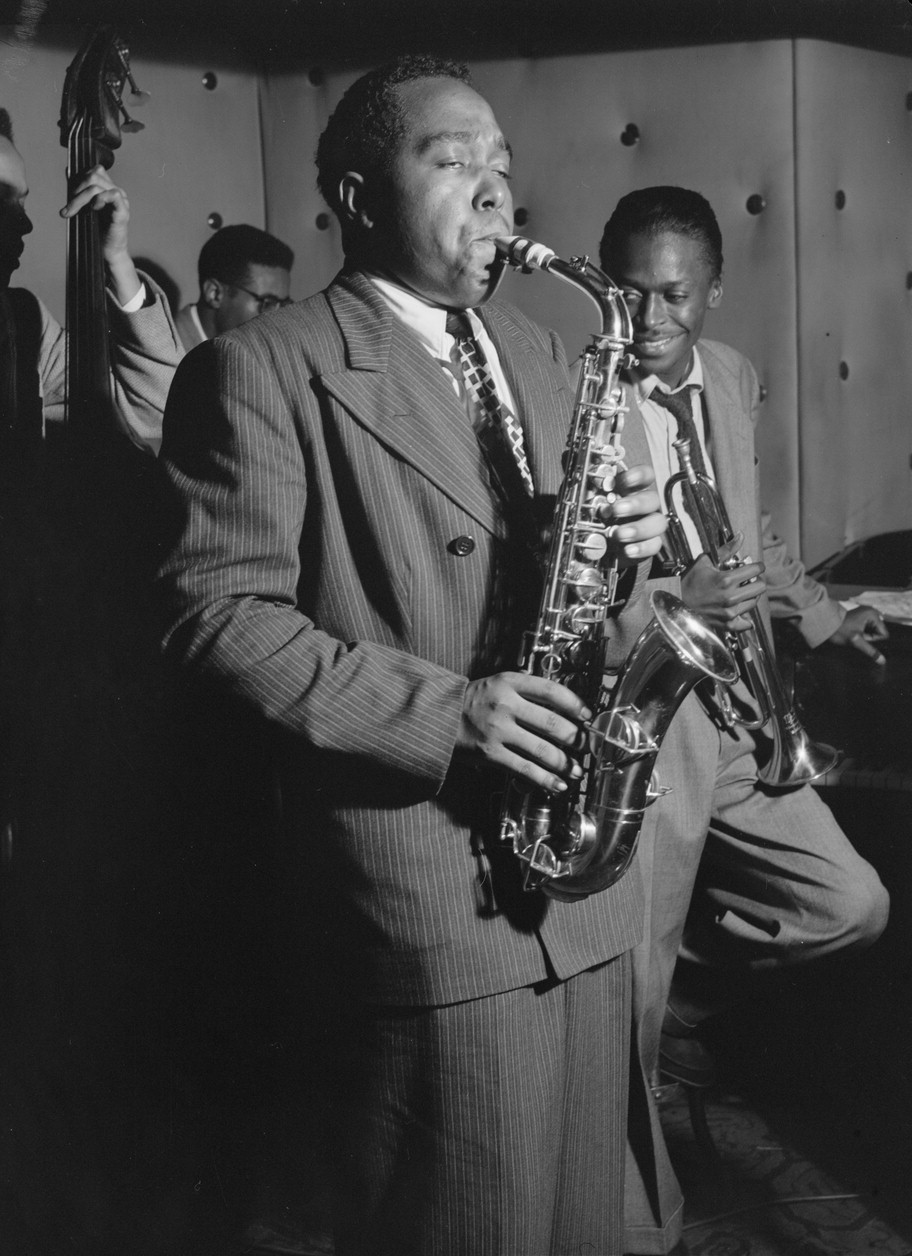
Charlie Parker
12 maart

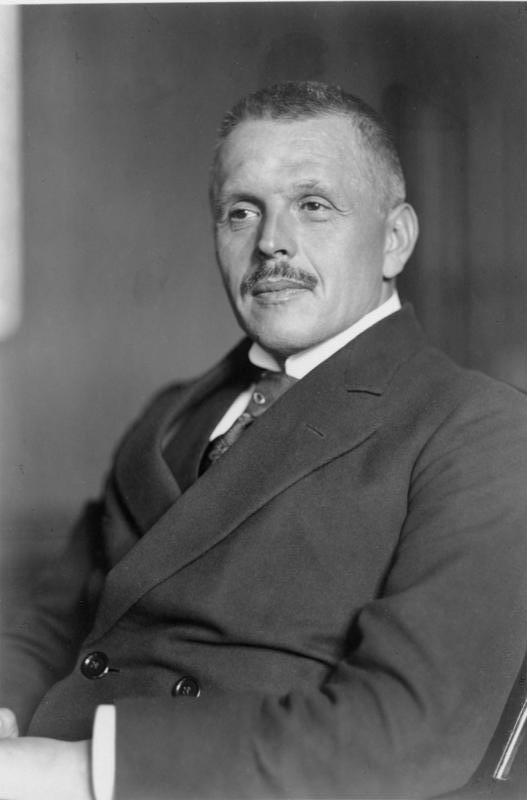
Otto Geßler
24 maart

| 1 | 2 | 3 | 4 | 5 | 6 | 7 | 8 | 9 | 10 | 11 | 12 | 13 | 14 | 15 | 16 | 17 | 18 | 19 | 20 | 21 | 22 | 23 | 24 | 25 | 26 | 27 | 28 | 29 | 30 | 31 |
| - | - | - | - | - | - | - | - | - | -- | -- | -- | -- | -- | -- | -- | -- | -- | -- | -- | -- | -- | -- | -- | -- | -- | -- | -- | -- | -- | -- |

### 1 maart
- Aren Kievit (73), Nederlands politicus

### 3 maart
- George Buff (80), Nederlands atleet
- Katharine Drexel (96), Amerikaans geestelijke
- Lewis Spence (80), Brits schrijver

### 5 maart
- Reinhold Lobedanz (74), Oost-Duits politicus

### 8 maart
- Clementine van België (82), lid Belgische koningshuis

### 9 maart
- Matthew Henson (88), Amerikaans poolonderzoeker

### 11 maart
- Alexander Fleming (73), Brits bacterioloog

### 12 maart
- Charlie Parker (34), Amerikaans altsaxofonist
- Theodor Plievier (63), Duits schrijver en politiek activist

### 16 maart
- Alois van Liechtenstein (85), lid Liechtensteinse vorstenhuis
- Mayhew Lester Lake (75), Amerikaans componist
- Nicolas de Staël (41), Frans kunstschilder

### 17 maart
- Freddy van Riemsdijk (64), Nederlands vliegenier

### 19 maart
- Mihály Károlyi (90), Hongaars politicus

### 20 maart
- Larry Crockett (28), Amerikaans autocoureur

### 21 maart
- Octave Dierckx (72), Belgisch politicus

### 22 maart
- Ernst II van Saksen-Altenburg (83), lid Duitse adel
- Anna Kerling (93), Nederlands kunstenares

### 23 maart
- Artur Bernardes (79), president van Brazilië
- Maximo Kalaw (63), Filipijns schrijver en politicus

### 24 maart
- Otto Geßler (80), Duits politicus

### 27 maart
- Dirk Nijland (74), Nederlands kunstenaar

### 29 maart
- Einar Arnórsson (75), IJslands politicus

### 30 maart
- Harl McDonald (55), Amerikaans componist en musicus

## April

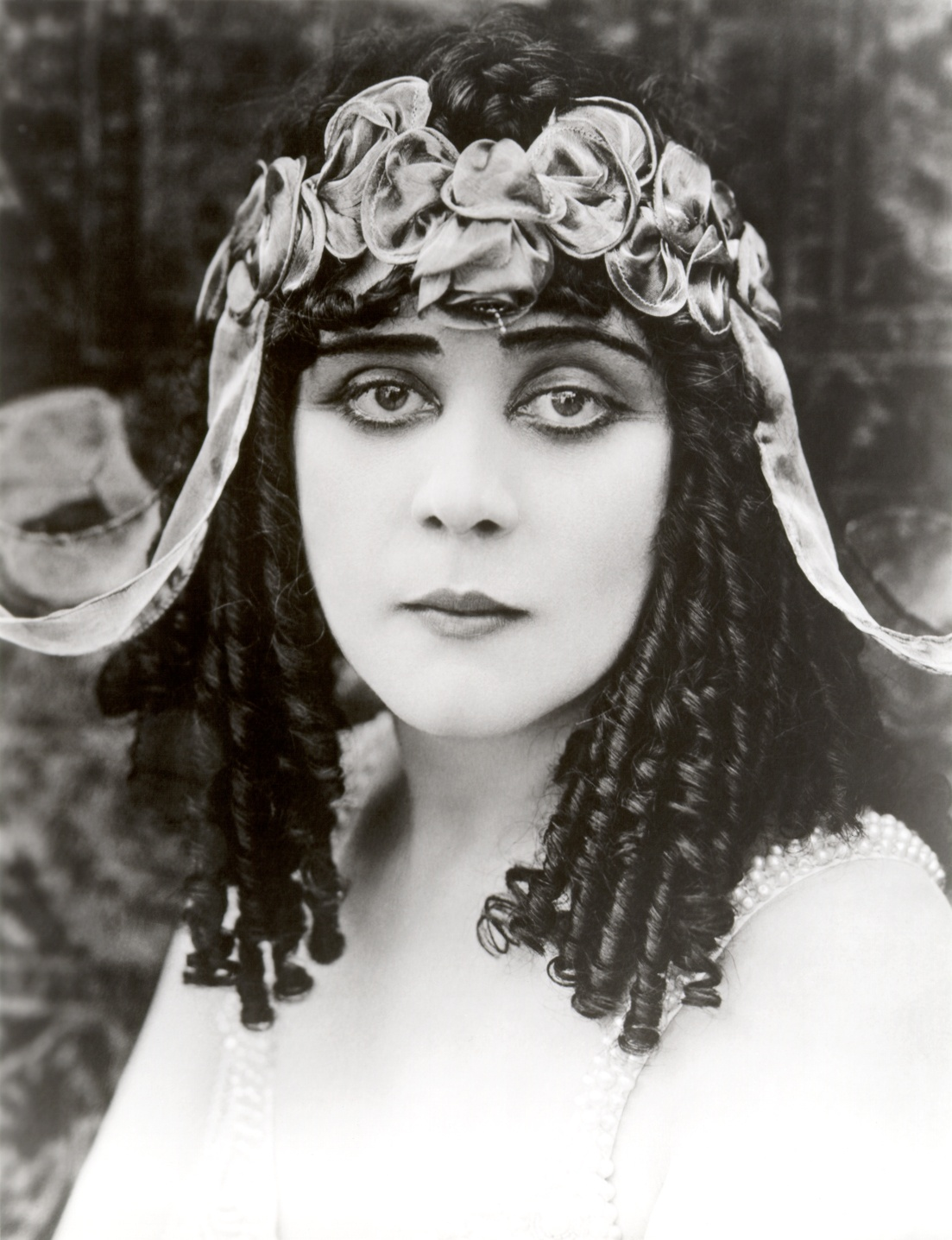
Theda Bara
7 april

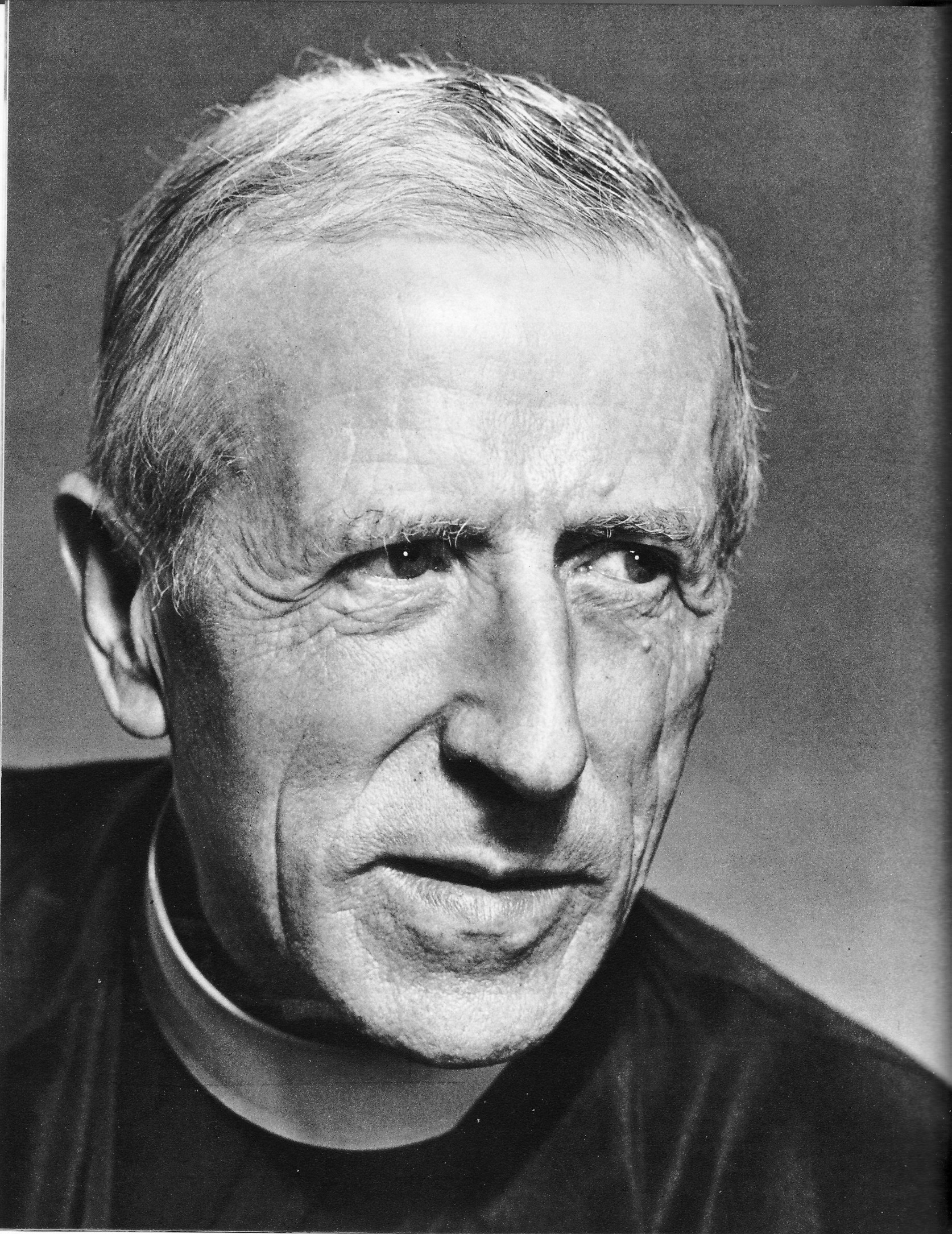
Pierre Teilhard de Chardin
10 april

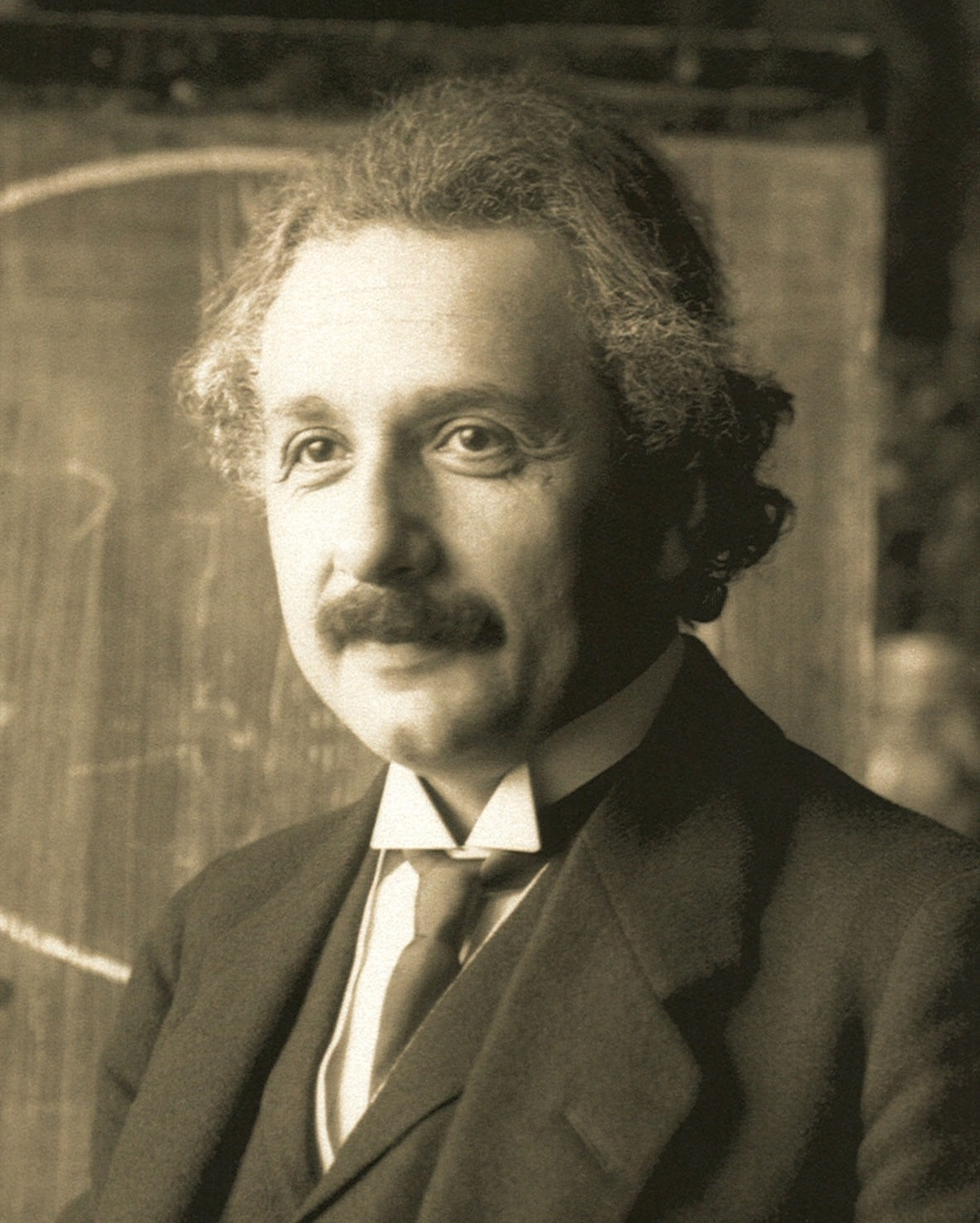
Albert Einstein
18 april

| 1 | 2 | 3 | 4 | 5 | 6 | 7 | 8 | 9 | 10 | 11 | 12 | 13 | 14 | 15 | 16 | 17 | 18 | 19 | 20 | 21 | 22 | 23 | 24 | 25 | 26 | 27 | 28 | 29 | 30 |
| - | - | - | - | - | - | - | - | - | -- | -- | -- | -- | -- | -- | -- | -- | -- | -- | -- | -- | -- | -- | -- | -- | -- | -- | -- | -- | -- |

### 3 april
- Karl Hofer (76), Duits kunstschilder
- Franciscus Sturm (75), Nederlands architect

### 4 april
- Paul Crokaert (79), Belgisch politicus
- Henri Devroye (70), Belgisch wielrenner

### 7 april
- Theda Bara (69), Amerikaans actrice

### 10 april
- Oskar Lindberg (68), Zweeds componist
- Pierre Teilhard de Chardin (73), Frans priester en filosoof

### 11 april
- Ray Amm (27), Rhodesisch motorcoureur

### 13 april
- Jules Adam (60), Belgisch politicus

### 16 april
- Robert d'Ursel (82), Belgisch politicus

### 18 april
- Albert Einstein (76), Duits-Zwitsers-Amerikaans natuurkundige

### 23 april
- Jaap Gidding (67), Nederlands ontwerper

### 30 april
- Dave Peyton (65), Amerikaans pianist en liedjesschrijver
- Charles Van der Cruyssen (80), Belgisch geestelijke

## Mei

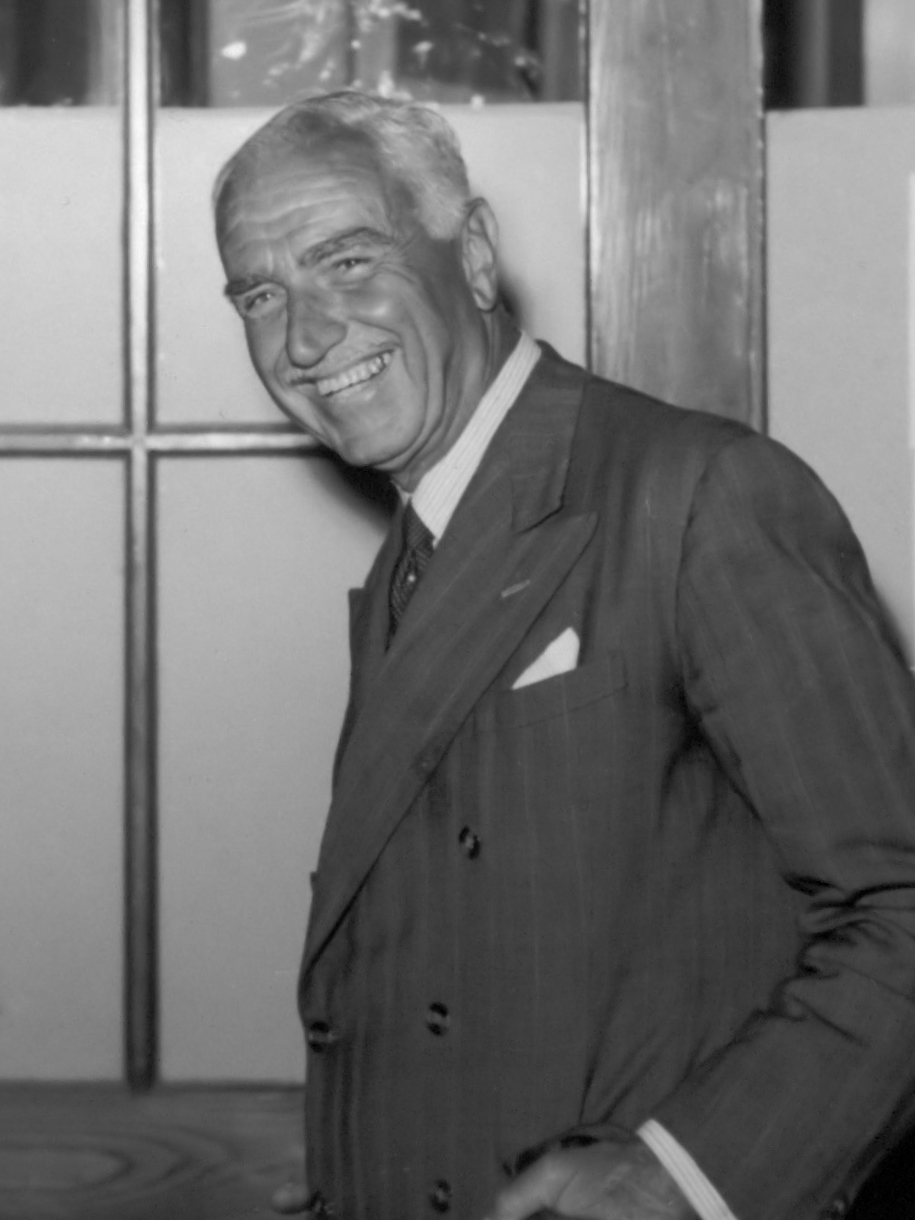
Philips Visser
3 mei

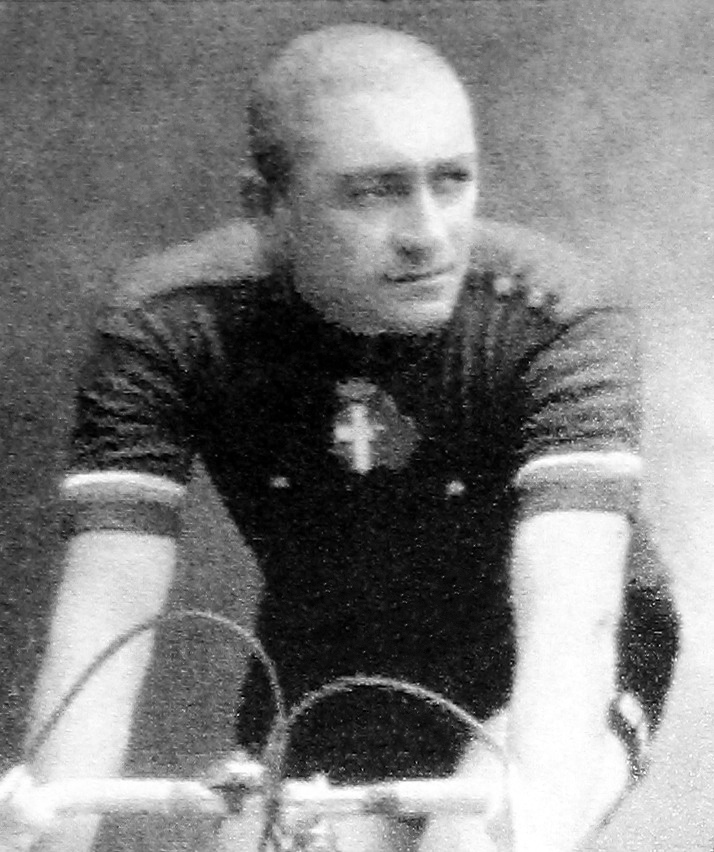
Giovanni Gerbi
6 mei

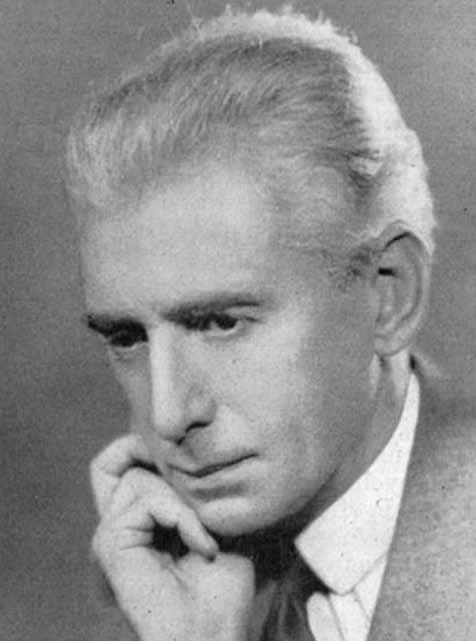
Paul Roes
15 mei

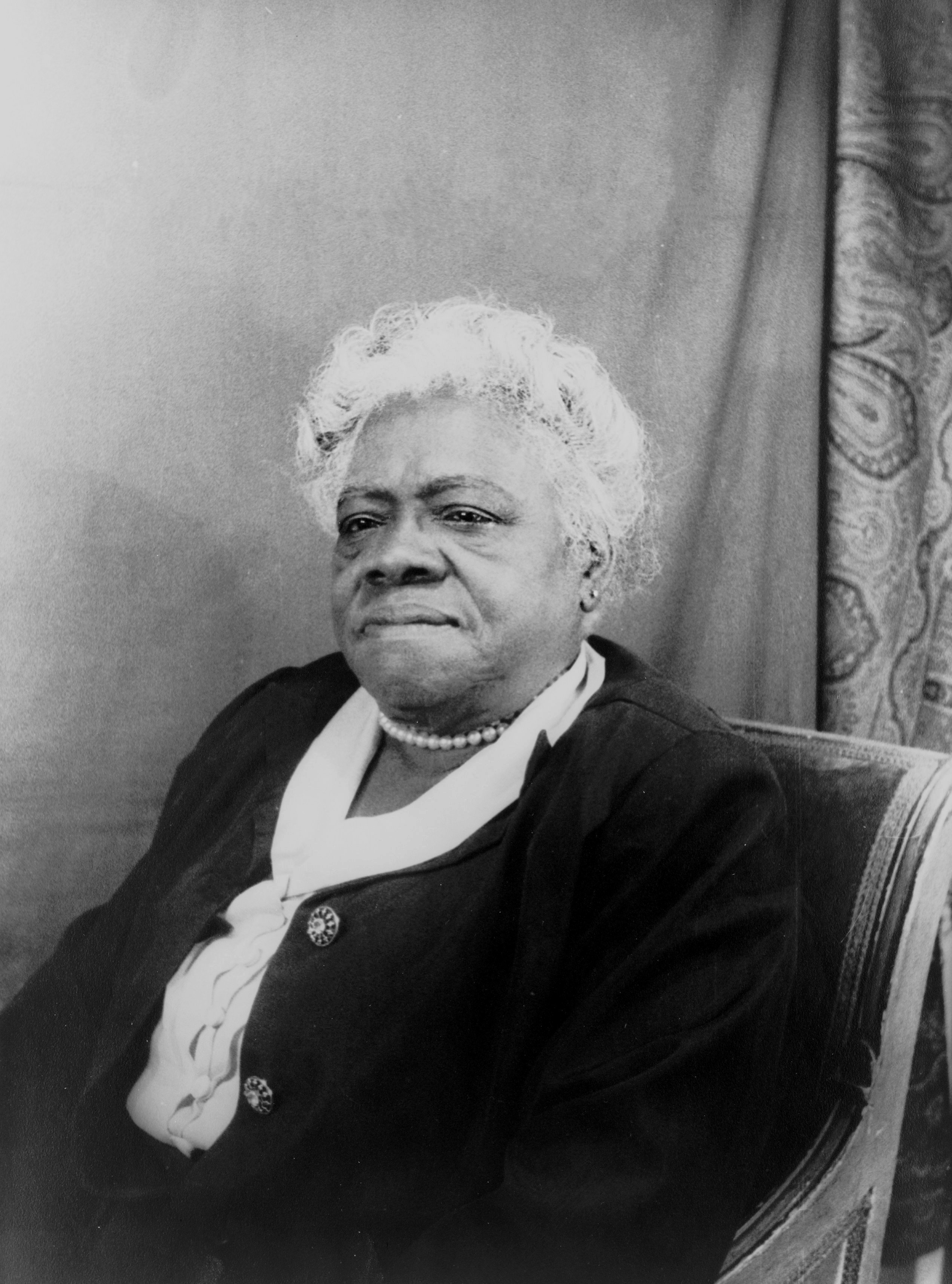
Mary McLeod Bethune
18 mei

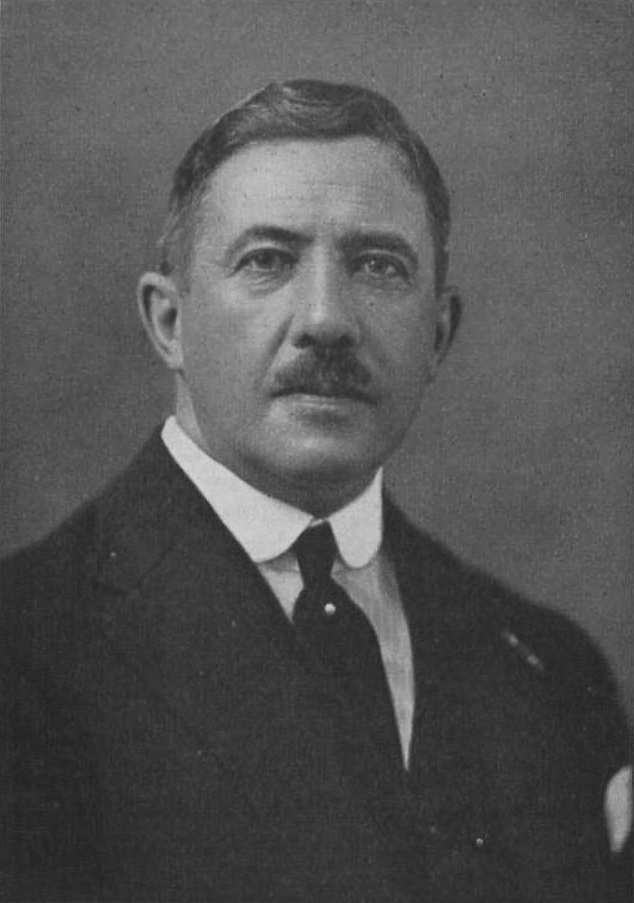
D.G. van Beuningen
29 mei

| 1 | 2 | 3 | 4 | 5 | 6 | 7 | 8 | 9 | 10 | 11 | 12 | 13 | 14 | 15 | 16 | 17 | 18 | 19 | 20 | 21 | 22 | 23 | 24 | 25 | 26 | 27 | 28 | 29 | 30 | 31 |
| - | - | - | - | - | - | - | - | - | -- | -- | -- | -- | -- | -- | -- | -- | -- | -- | -- | -- | -- | -- | -- | -- | -- | -- | -- | -- | -- | -- |

### 1 mei
- Hernán Laborde (59), Mexicaans politicus
- Mike Nazaruk (33), Amerikaans autocoureur
- Allene Tew (82), Amerikaans socialite

### 2 mei
- Jan Kleintjes (82), Nederlands kunstschilder
- Rodolfo Sánchez Taboada (60), Mexicaans politicus

### 3 mei
- Philips Visser (72), Nederlands ontdekkingsreiziger

### 4 mei
- George Enescu (73), Roemeens componist

### 5 mei
- Emile Andrieu (74), Belgisch voetballer

### 6 mei
- Giovanni Gerbi (69), Italiaans wielrenner

### 8 mei
- August De Kesel (81), Belgisch burgemeester

### 11 mei
- Henriette Dingemans-Numans (77), Nederlands kunstenares
- Bradley Walker Tomlin (55), Amerikaans kunstschilder

### 15 mei
- Paul Roes (66), Nederlands componist en musicoloog

### 16 mei
- James Agee (45), Amerikaans schrijver
- Manny Ayulo (33), Amerikaans autocoureur
- Ernst van 't Hoff (46), Nederlands musicus

### 17 mei
- Lambertus Doedes (76), Nederlands zeiler

### 18 mei
- Mary McLeod Bethune (79), Amerikaans activist en onderwijsbestuurder
- Edwin Scharff (68), Duits beeldhouwer en graficus

### 19 mei
- Antoon van Clé (63), Belgisch geestelijke

### 22 mei
- Nene Hatun (98), Turks activiste

### 24 mei
- Sara Martin (70), Amerikaans zangeres

### 25 mei
- Wardell Gray (34), Amerikaans jazzsaxofonist

### 26 mei
- Alberto Ascari (36), Italiaans autocoureur
- Joseph Sylvester (64), Nederlands zakenman

### 28 mei
- Jean-Baptiste Cornez (52), Belgisch politicus

### 29 mei
- Daniël George van Beuningen (78), Nederlands ondernemer

### 30 mei
- Bill Vukovich (36), Amerikaans autocoureur
- Bruno de Winter (45), Belgisch journalist

### 31 mei
- Andreas Wilhelmus Maria Ausems (50), Nederlands verzetsstrijder
- Jacob Clay (73), Nederlands natuurkundige

## Juni

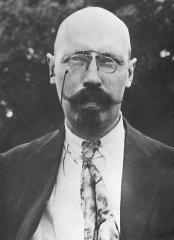
Valentin Dogiel
1 juni

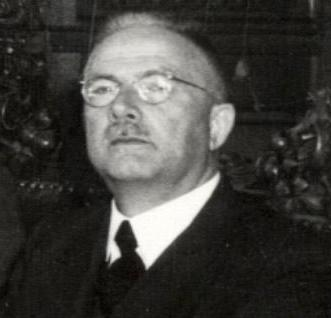
Jan van den Tempel
27 juni

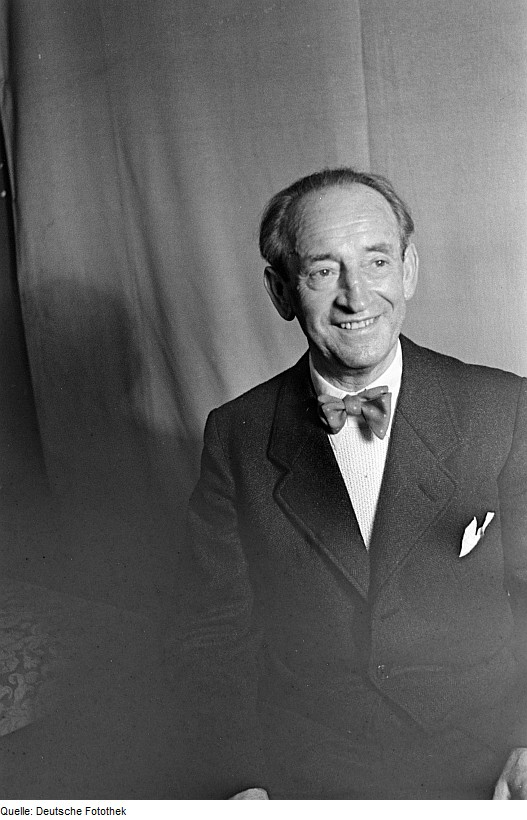
Max Pechstein
29 juni

| 1 | 2 | 3 | 4 | 5 | 6 | 7 | 8 | 9 | 10 | 11 | 12 | 13 | 14 | 15 | 16 | 17 | 18 | 19 | 20 | 21 | 22 | 23 | 24 | 25 | 26 | 27 | 28 | 29 | 30 |
| - | - | - | - | - | - | - | - | - | -- | -- | -- | -- | -- | -- | -- | -- | -- | -- | -- | -- | -- | -- | -- | -- | -- | -- | -- | -- | -- |

### 1 juni
- Valentin Dogiel (73), Russisch bioloog
- Theo Frenkel jr. (62), Nederlands acteur
- Hubert Verwilghen (71), Belgisch bestuurder

### 4 juni
- George Lodewijk Schorer (78), Nederlands militair

### 6 juni
- Eugène Marie Louis Bridoux (66), Frans militair en politicus

### 8 juni
- Claudius Henricus de Goeje (76), Nederlands antropoloog
- Marius Richters (77), Nederlands kunstenaar

### 9 juni
- Jules Boucher (53), Frans geestelijke en schrijver
- Cornelis Jetses (81), Nederlands illustrator

### 10 juni
- Margaret Abbott (76), Brits golfspeelster
- Joseph Fobe (79), Belgisch politicus

### 11 juni
- Pierre Levegh (49), Frans autocoureur

### 12 juni
- Leo Nardus (87), Nederlands kunstenaar en schermer

### 15 juni
- Louis Van Hooveld (79), Belgisch politicus

### 18 juni
- Walter Rein (61), Duits componist

### 23 juni
- Josef Eduard Ploner (61), Oostenrijks componist en musicus

### 26 juni
- Engelbert Zaschka (59), Duits ingenieur

### 27 juni
- Willem van Kuilenburg (66), Nederlands beeldhouwer
- Jan van den Tempel (77), Nederlands politicus

### 29 juni
- Max Pechstein (73), Duits kunstschilder

### 30 juni
- Félix Bédouret (58), Zwitsers voetballer

## Juli

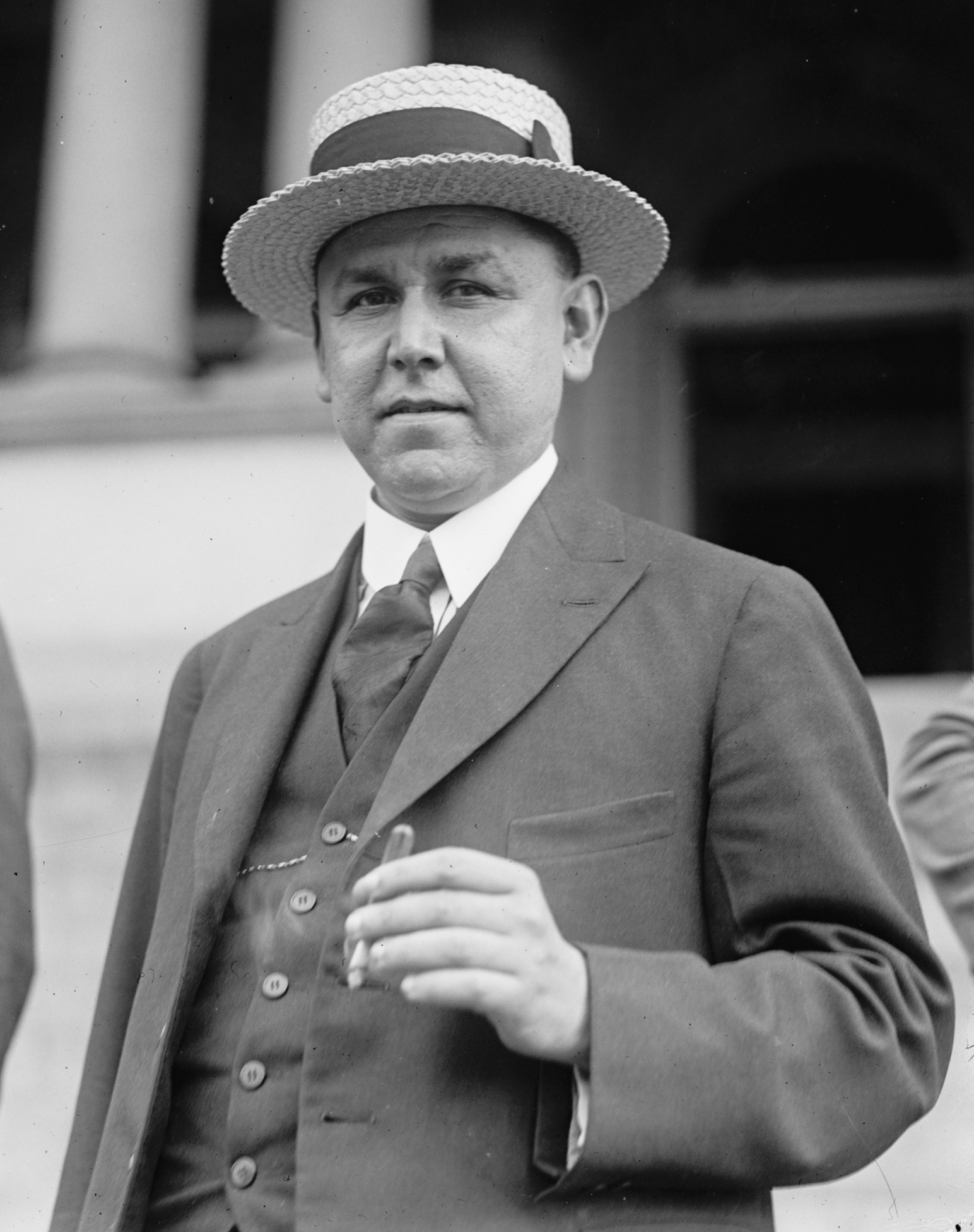
Adolfo de la Huerta
9 juli

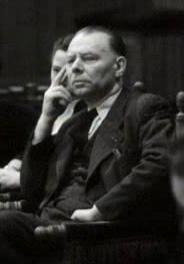
Koos Vorrink
19 juli

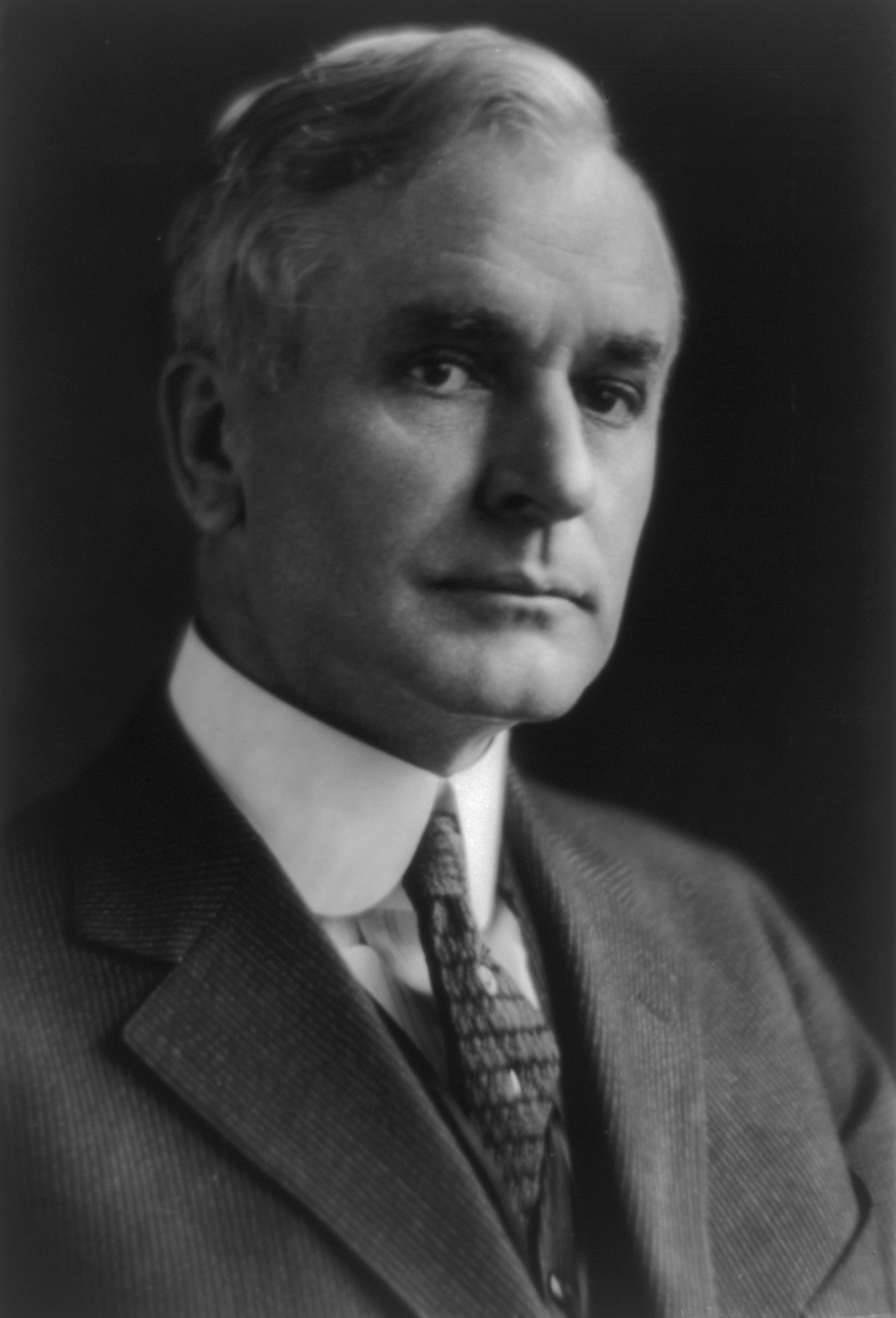
Cordell Hull
23 juli

| 1 | 2 | 3 | 4 | 5 | 6 | 7 | 8 | 9 | 10 | 11 | 12 | 13 | 14 | 15 | 16 | 17 | 18 | 19 | 20 | 21 | 22 | 23 | 24 | 25 | 26 | 27 | 28 | 29 | 30 | 31 |
| - | - | - | - | - | - | - | - | - | -- | -- | -- | -- | -- | -- | -- | -- | -- | -- | -- | -- | -- | -- | -- | -- | -- | -- | -- | -- | -- | -- |

### 1 juli
- Prosper De Cloedt (76), Belgisch politicus

### 2 juli
- Arend Odé (89), Nederlands beeldhouwer
- Leendert Spaander (99), Nederlands ondernemer en kunstverzamelaar

### 3 juli
- Wim Braams (63), Nederlands atleet

### 4 juli
- Maurits Van Coppenolle (44), Belgisch historicus

### 5 juli
- Gustaaf Magnel (65), Belgisch ingenieur

### 9 juli
- Don Beauman (26), Brits autocoureur
- Adolfo de la Huerta (74), Mexicaans politicus

### 10 juli
- Jerry Hoyt (26), Amerikaans autocoureur
- Ragnar Olson (74), Zweeds ruiter
- Piero Valenzano (30), Italiaans autocoureur

### 13 juli
- Ruth Ellis (28), Brits misdadiger

### 14 juli
- Nicolaas Okma (50), Nederlands advocaat

### 17 juli
- Ewoud van Everdingen (82), Nederlands natuurkundige en meteoroloog

### 19 juli
- Koos Vorrink (64), Nederlands politicus

### 20 juli
- Calouste Gulbenkian (86), Armeens-Brits ondernemer

### 22 juli
- Herman Bouwens (86), Nederlands schutter
- Ernest Duray (78), Belgisch politicus
- Martinus van Welie (80), Nederlands burgemeester

### 23 juli
- Cordell Hull (83), Amerikaans Democratisch politicus en Nobelprijswinnaar

### 30 juli
- Bernard te Hennepe (70), Nederlands roeier

## Augustus

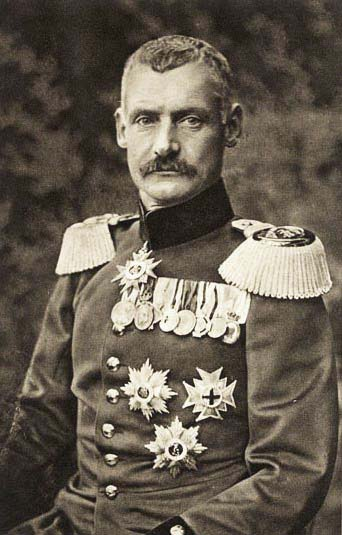
Rupprecht van Beieren
2 augustus

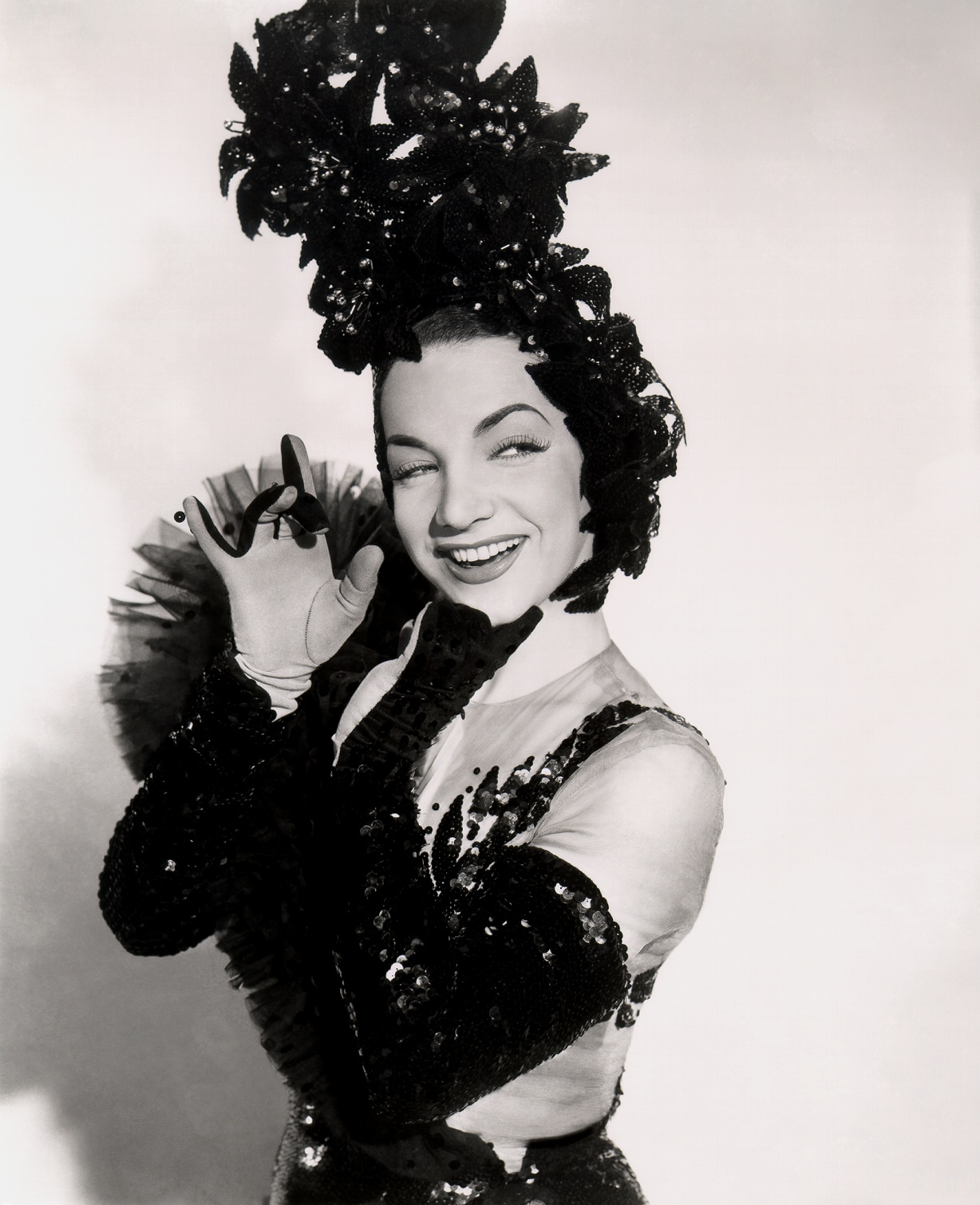
Carmen Miranda
5 augustus

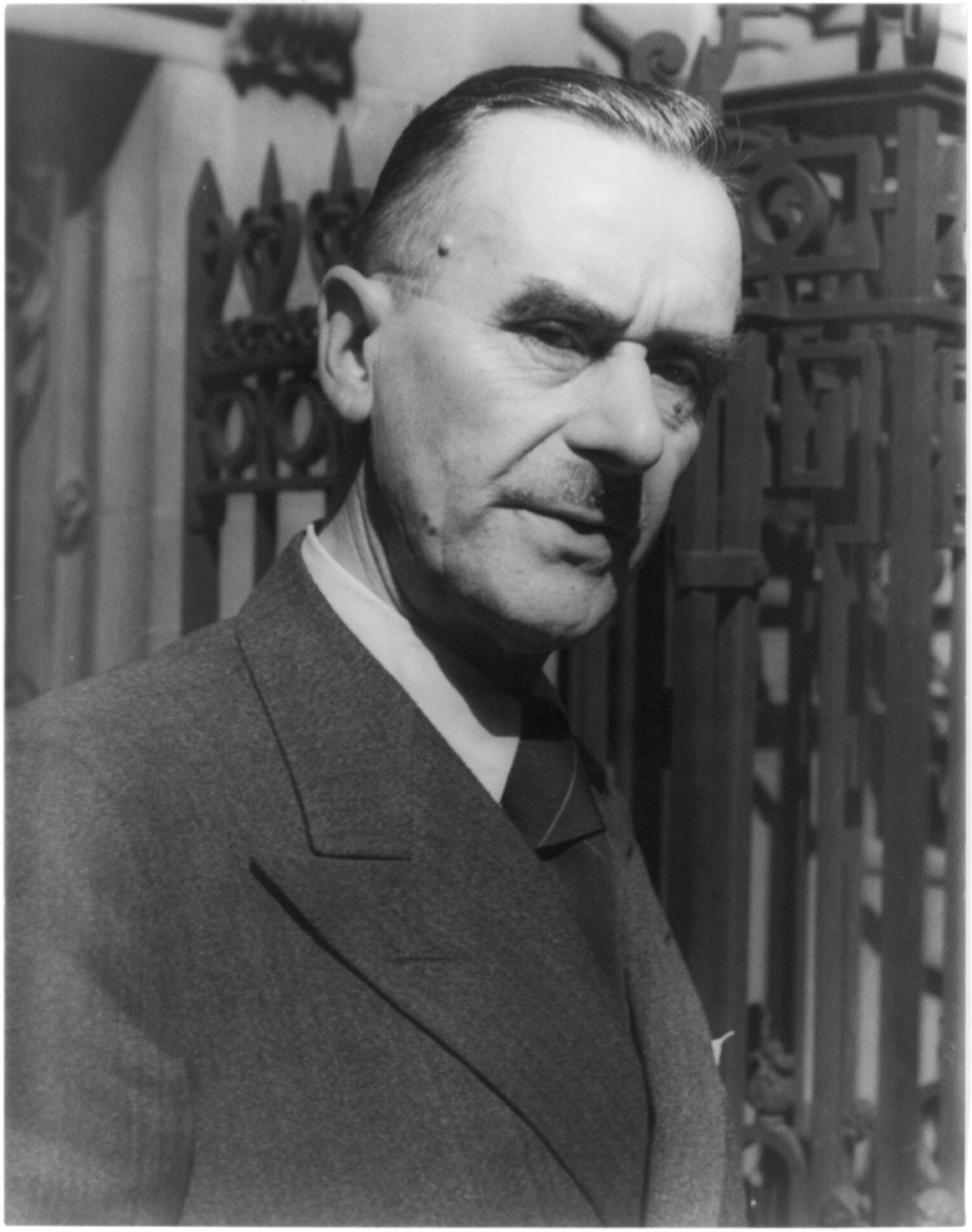
Thomas Mann
12 augustus

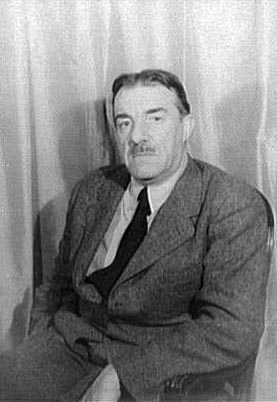
Fernand Léger
17 augustus

| 1 | 2 | 3 | 4 | 5 | 6 | 7 | 8 | 9 | 10 | 11 | 12 | 13 | 14 | 15 | 16 | 17 | 18 | 19 | 20 | 21 | 22 | 23 | 24 | 25 | 26 | 27 | 28 | 29 | 30 | 31 |
| - | - | - | - | - | - | - | - | - | -- | -- | -- | -- | -- | -- | -- | -- | -- | -- | -- | -- | -- | -- | -- | -- | -- | -- | -- | -- | -- | -- |

### 2 augustus
- Rupprecht van Beieren (86), lid Duitse adel
- Wallace Stevens (75), Amerikaans dichter

### 4 augustus
- Jakob Nieweg (78), Nederlands kunstschilder

### 5 augustus
- Coenraad Valentijn Bos (79), Nederlands pianist
- Carmen Miranda (46), Portugees-Braziliaans zangeres en actrice
- André Vlaanderen (73), Nederlands kunstenaar

### 6 augustus
- Cor Arentz (72), Nederlands contrabassist

### 10 augustus
- Jules Hoen (70), Belgisch politicus

### 11 augustus
- Robert W. Wood (87), Amerikaans natuurkundige

### 12 augustus
- Fik Abbing (54), Nederlands kunstschilder en illustrator
- Thomas Mann (80), Duits schrijver
- James Batcheller Sumner (67), Amerikaans scheikundige

### 13 augustus
- Wilhelm Kreis (82), Duits architect
- Theodorus van Sonsbeeck (84), Nederlands burgemeester

### 15 augustus
- Edmond Jaspar (49), Nederlands diplomaat

### 17 augustus
- Georges Hody (62), Belgisch politicus
- Fernand Léger (74), Frans kunstenaar

### 18 augustus
- Gerrit Jan Heering (76), Nederlands theoloog en vredesactivist
- George Rosenkrans (74), Amerikaans componist

### 19 augustus
- J.J.B. Bosch van Rosenthal (66), Nederlands diplomaat
- Géza Révész (76), Hongaars-Nederlands psycholoog

### 23 augustus
- Rudolf Minger (73), Zwitsers politicus

### 25 augustus
- Alberto J. Pani (77), Mexicaans politicus en econoom

### 26 augustus
- Karel Robert Douglas (75), lid Zweedse adel

### 30 augustus
- Pieter Johannes Alexander Wagemans (76), Nederlands kunstschilder

## September

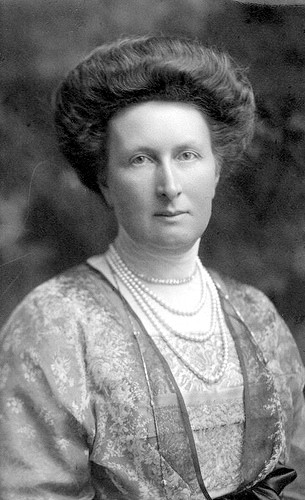
Elisabeth Alexandrine van Mecklenburg-Schwerin
3 september

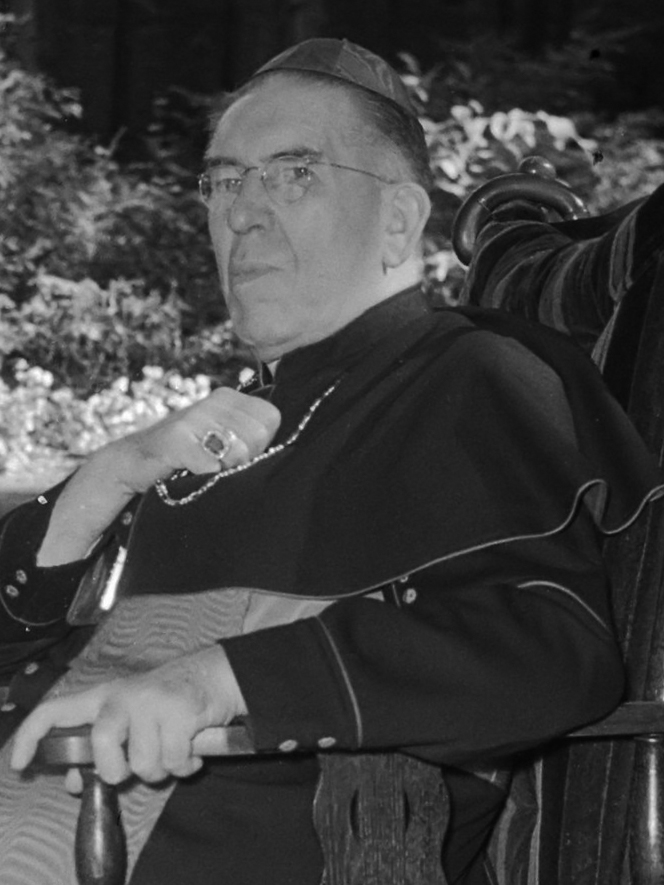
Johannes de Jong
8 september

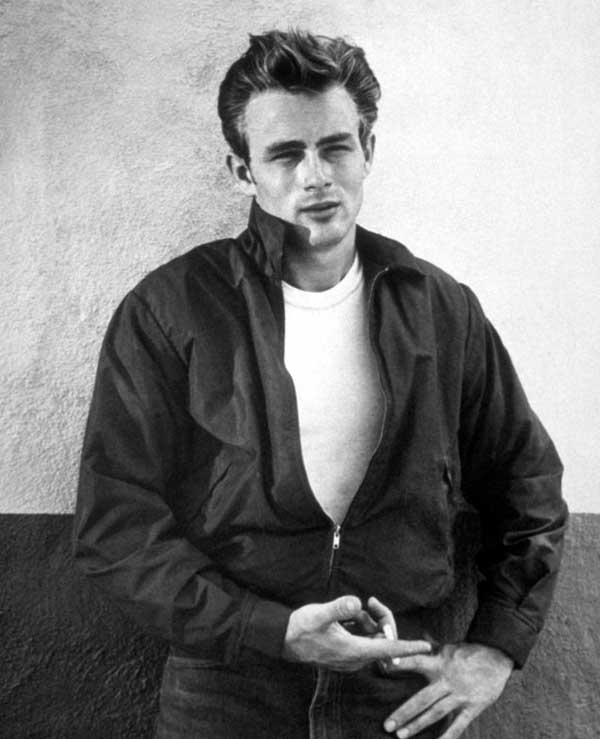
James Dean
30 september

| 1 | 2 | 3 | 4 | 5 | 6 | 7 | 8 | 9 | 10 | 11 | 12 | 13 | 14 | 15 | 16 | 17 | 18 | 19 | 20 | 21 | 22 | 23 | 24 | 25 | 26 | 27 | 28 | 29 | 30 |
| - | - | - | - | - | - | - | - | - | -- | -- | -- | -- | -- | -- | -- | -- | -- | -- | -- | -- | -- | -- | -- | -- | -- | -- | -- | -- | -- |

### 1 september
- Luuk Tinbergen (39), Nederlands ornitholoog

### 2 september
- Pierre Delannoy (79), Belgisch politicus

### 3 september
- Elisabeth Alexandrine van Mecklenburg-Schwerin (86), lid Duitse adel
- Cornelis van Ravenswaay (57), Nederlands collaborateur en politicus

### 6 september
- Henricus Kocken (72), Nederlands glazenier

### 7 september
- Vincent Frank Safranek (88), Tsjechisch-Amerikaans componist

### 8 september
- Johannes de Jong (69), Nederlands kardinaal

### 9 september
- Carl Friedberg (82), Duits pianist

### 10 september
- Jan Snater (76), Nederlands burgemeester

### 18 september
- Sophie Redmond (48), Surinaams politica, toneelschrijfster en actrice

### 19 september
- Constant Eeckels (76), Belgisch schrijver

### 23 september
- Konstantin Hierl (80), Duits ambtenaar

### 24 september
- Willem Bogtman (73), Nederlands kunstenaar

### 25 september
- Martha Norelius (46), Amerikaans zwemster
- Hendrik Josephus Pos (57), Nederlands filosoof

### 28 september
- Gerrit Jan Held (49),  Nederlands cultureel antropoloog

### 29 september
- Louis Leon Thurstone (68), Amerikaans psycholoog

### 30 september
- James Dean (24), Amerikaans acteur
- Arnold Struycken (55), Nederlands rechtsgeleerde

## Oktober

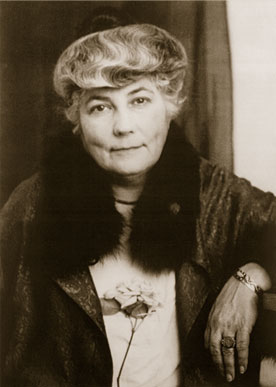
Jelena Rjorich
5 oktober

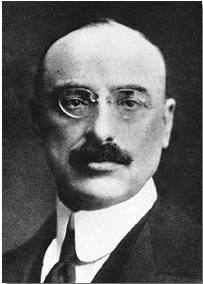
R.W. Seeldrayers
7 oktober

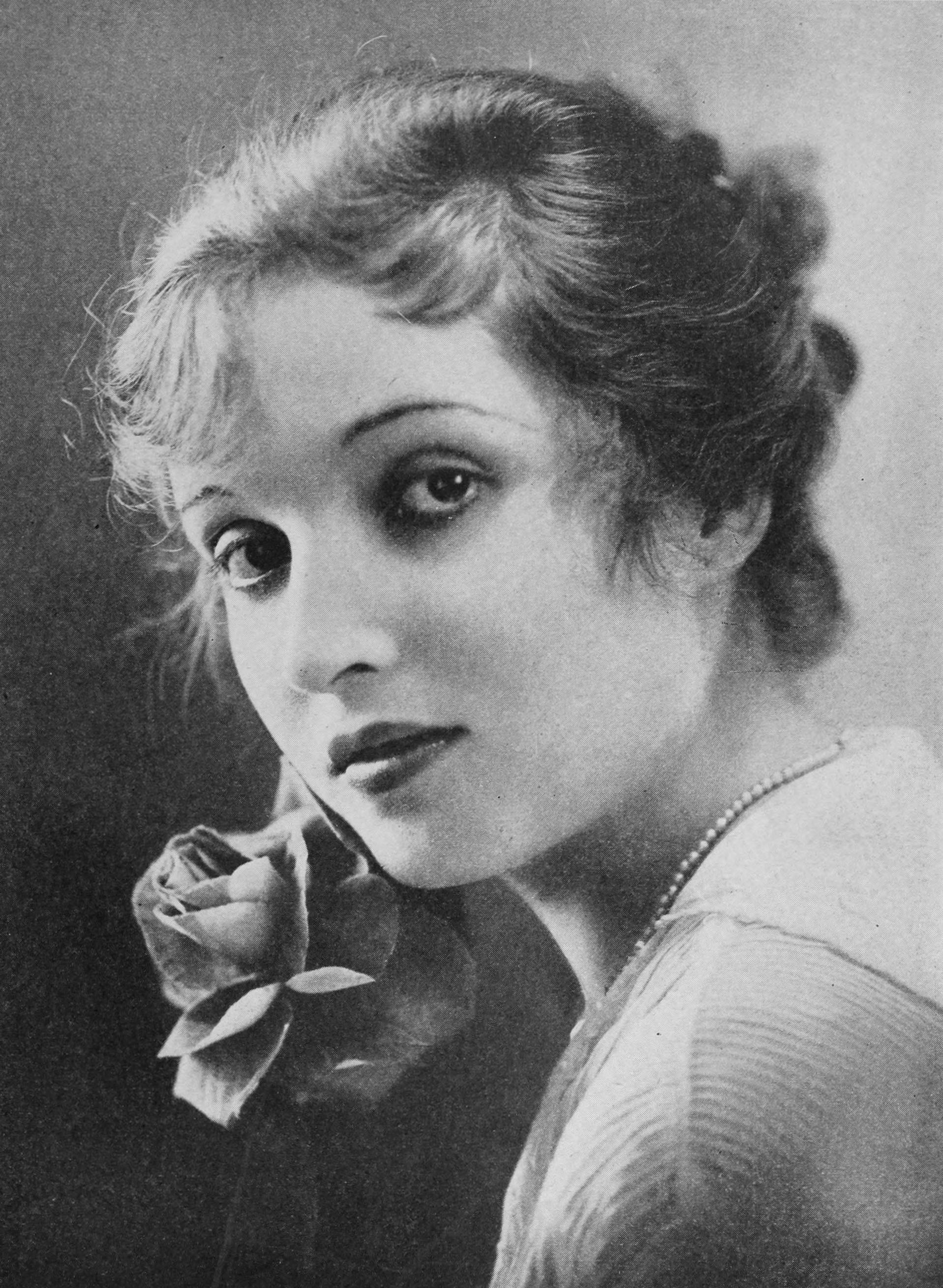
Alice Joyce
9 oktober

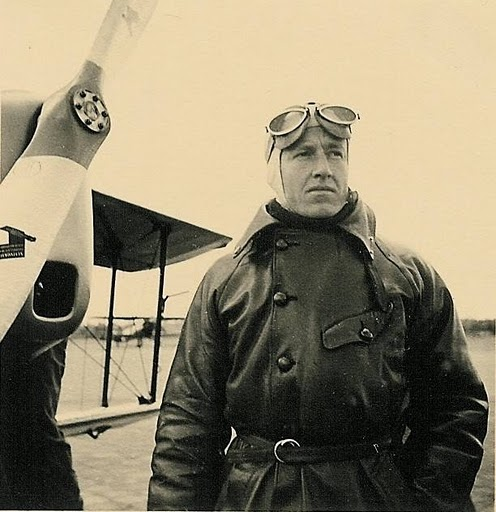
Gerben Sonderman
20 oktober

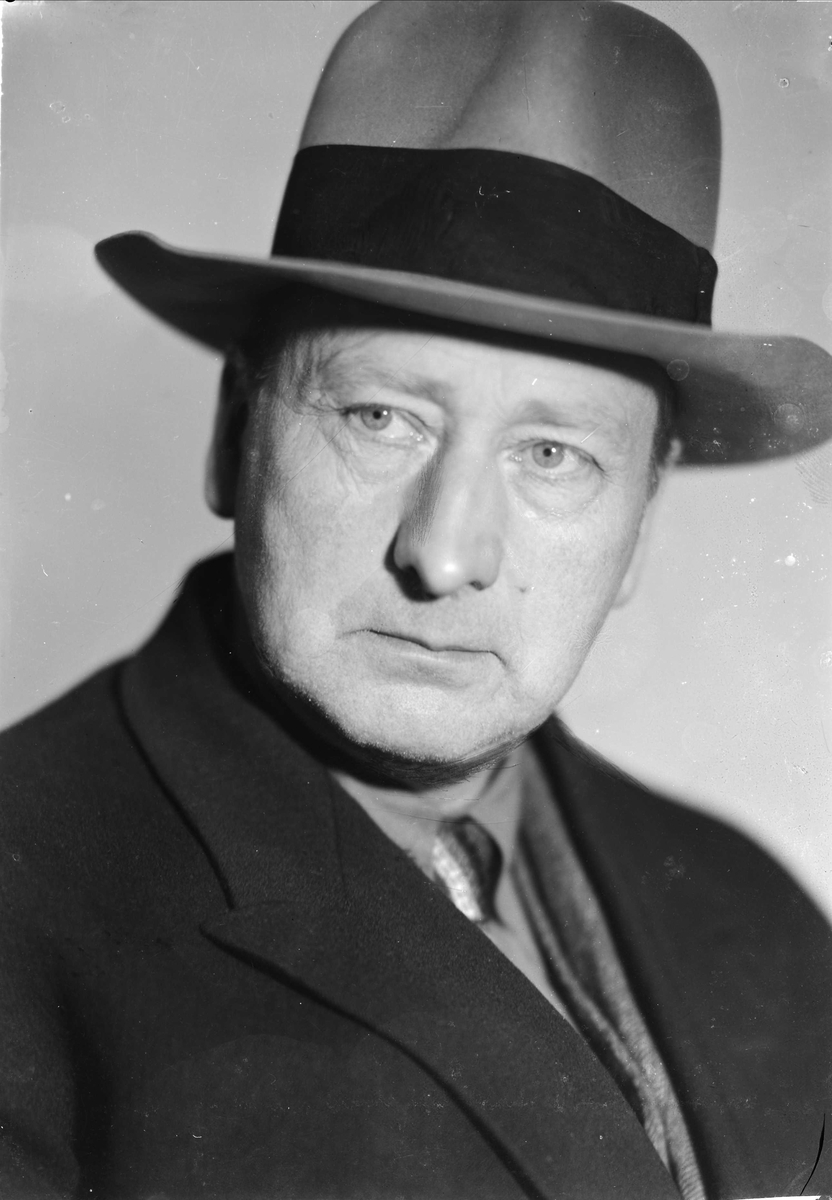
Arne Eggen
26 oktober

| 1 | 2 | 3 | 4 | 5 | 6 | 7 | 8 | 9 | 10 | 11 | 12 | 13 | 14 | 15 | 16 | 17 | 18 | 19 | 20 | 21 | 22 | 23 | 24 | 25 | 26 | 27 | 28 | 29 | 30 | 31 |
| - | - | - | - | - | - | - | - | - | -- | -- | -- | -- | -- | -- | -- | -- | -- | -- | -- | -- | -- | -- | -- | -- | -- | -- | -- | -- | -- | -- |

### 2 oktober
- William Orthwein (73), Amerikaans zwemmer en waterpoloër

### 4 oktober
- Alexandros Papagos (71), Grieks militair en politicus

### 5 oktober
- Charles Grips (48), Nederlands beeldhouwer en kunstschilder
- Jelena Rjorich (76), Russisch schrijfster en theosofe

### 6 oktober
- Minus Verheijen (65), Nederlands gewichtheffer

### 7 oktober
- Rodolphe William Seeldrayers (78), Belgisch atleet en sportbestuurder

### 8 oktober
- Anton Lens (70), Nederlands voetballer
- Charles Verschuuren (64), Nederlands kunstschilder en illustrator

### 9 oktober
- Theodor Innitzer (79), Oostenrijks kardinaal
- Alice Joyce (65), Amerikaans actrice

### 13 oktober
- Manuel Ávila Camacho (58), president van Mexico

### 16 oktober
- Charles Cambier (71), Belgisch voetballer
- Dimitrios Maximos (82), Grieks bankier en politicus

### 17 oktober
- Joel Thorne (41), Amerikaans autocoureur

### 18 oktober
- José Ortega y Gasset (72), Spaans filosoof

### 19 oktober
- Eugène Delporte (73), Belgisch astronoom
- Carlos Dávila Espinoza (68), Chileens politicus
- John Hodiak (41), Amerikaans acteur

### 20 oktober
- Jan Laurens (68), Belgisch politicus
- Gerben Sonderman (46), Nederlands vlieger

### 21 oktober
- Dick Twardzik (24), Amerikaans jazzpianist

### 24 oktober
- Betsy Baker (113), oudste mens ter wereld
- Alfred Radcliffe-Brown (74), Brits antropoloog

### 25 oktober
- Michael Fogarty (96), Iers geestelijke
- Sadako Sasaki (12), Japans oorlogsslachtoffer

### 26 oktober
- Arne Eggen (74), Noors componist en organist
- George van Waldburg-Zeil-Hohenems (77), lid Duitse adel

## November

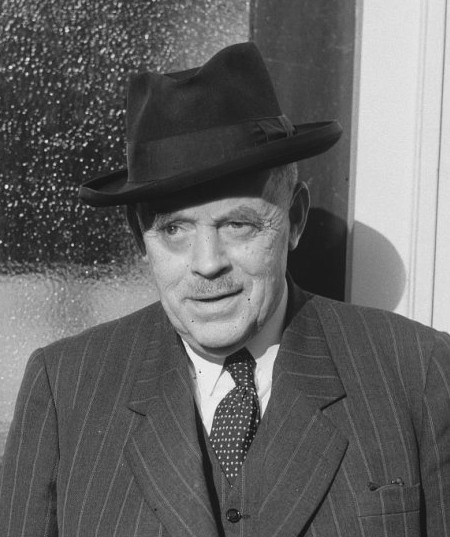
Jacobus Schuurbeque Boeije
3 november

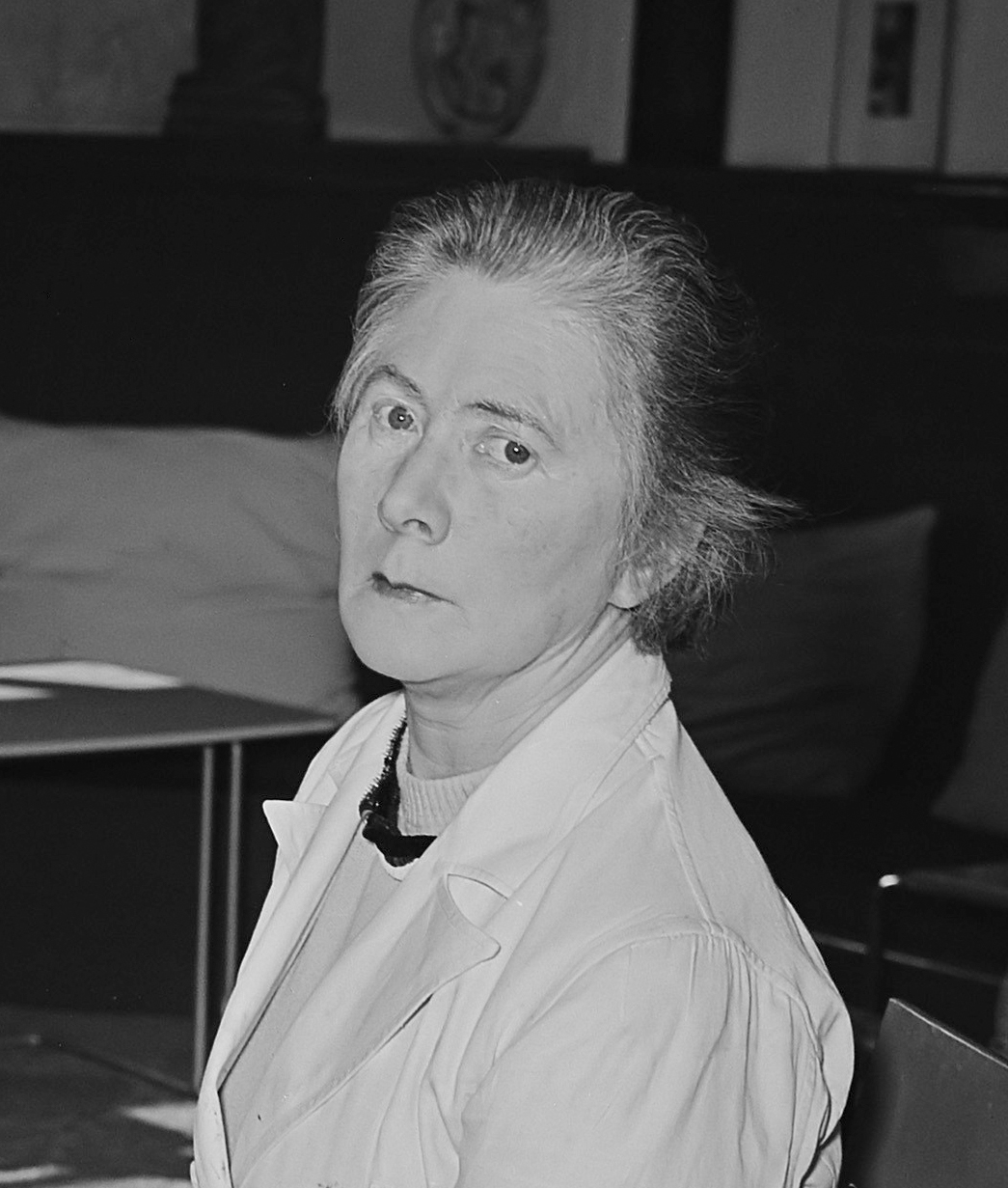
Charley Toorop
5 november

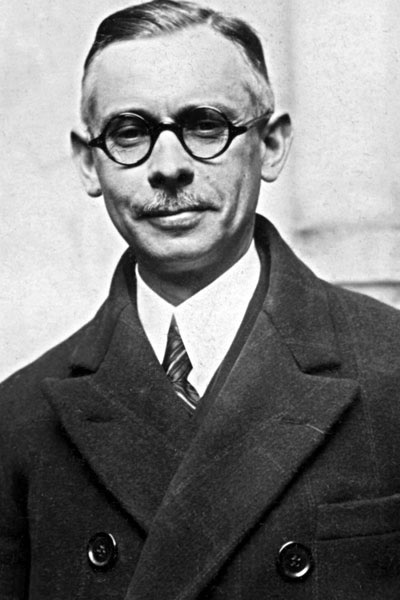
Henri Delaunay
9 november

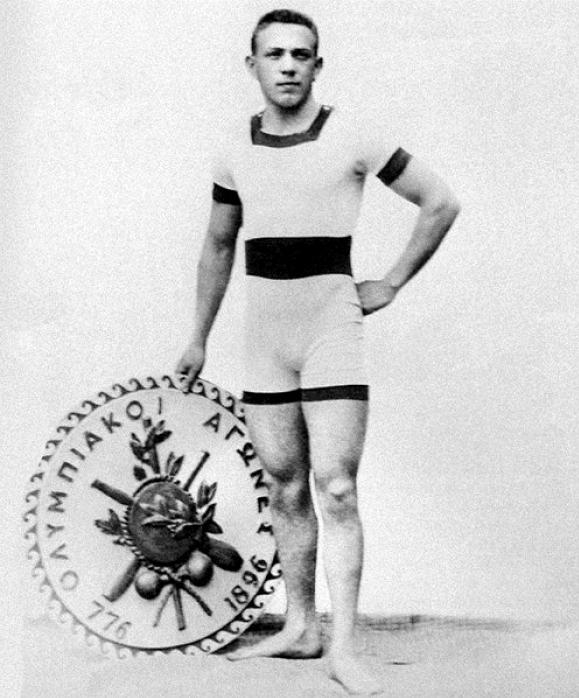
Alfréd Hajós
12 november

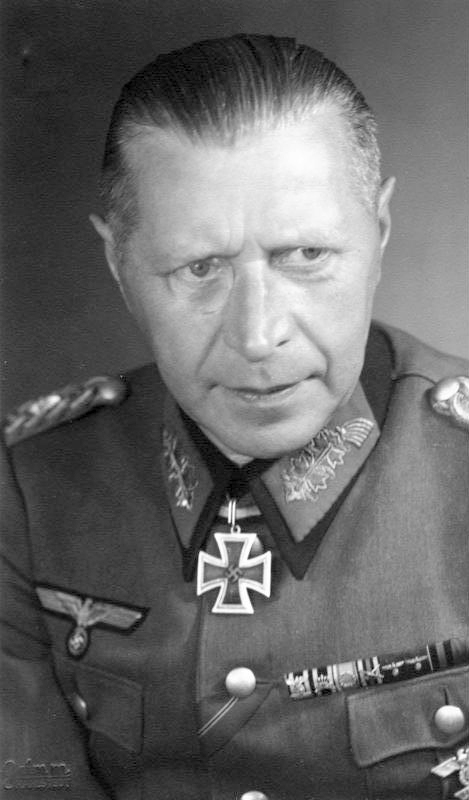
Helmuth Weidling
17 november

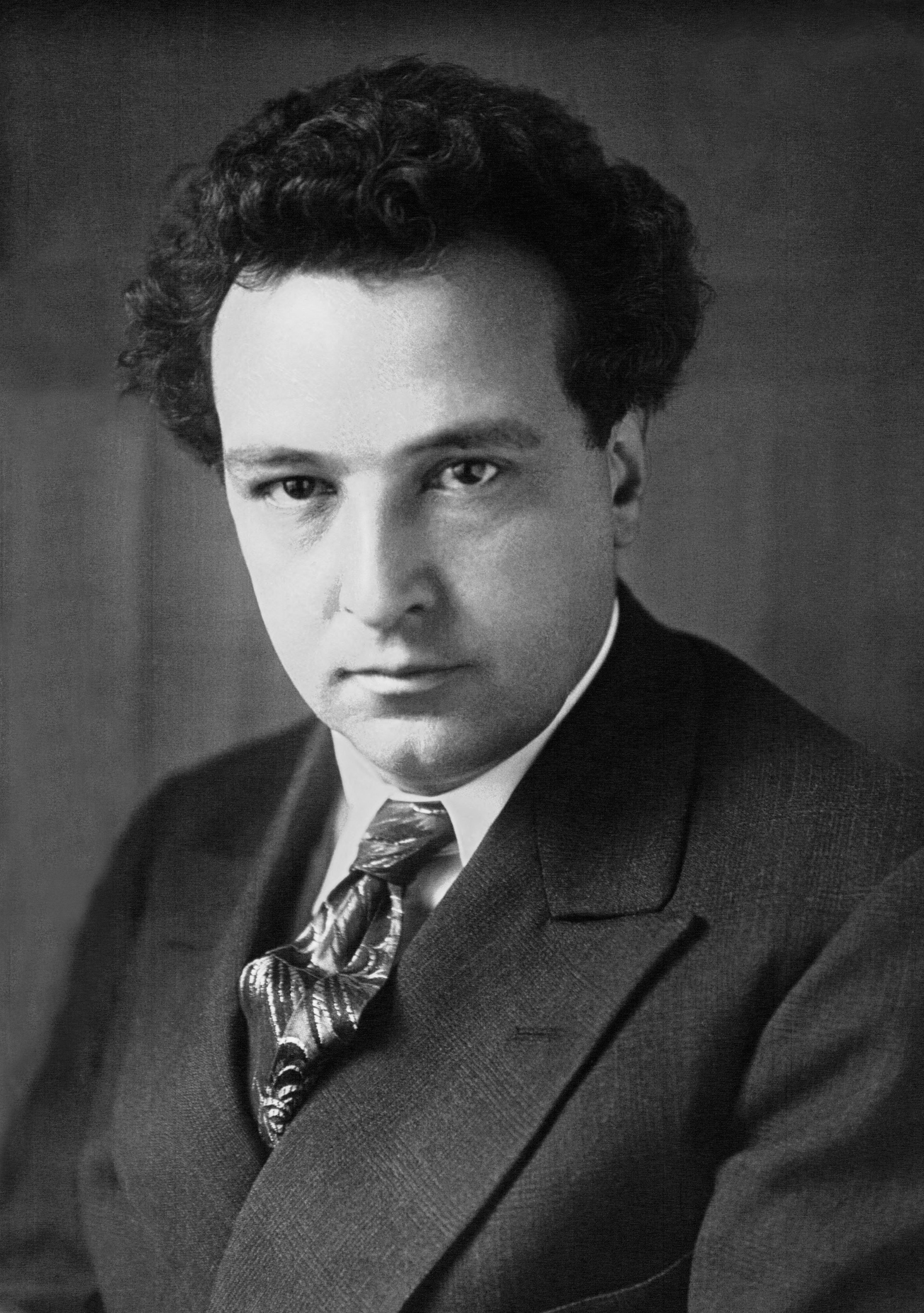
Arthur Honegger
27 november

| 1 | 2 | 3 | 4 | 5 | 6 | 7 | 8 | 9 | 10 | 11 | 12 | 13 | 14 | 15 | 16 | 17 | 18 | 19 | 20 | 21 | 22 | 23 | 24 | 25 | 26 | 27 | 28 | 29 | 30 |
| - | - | - | - | - | - | - | - | - | -- | -- | -- | -- | -- | -- | -- | -- | -- | -- | -- | -- | -- | -- | -- | -- | -- | -- | -- | -- | -- |

### 1 november
- Dale Carnegie (66), Amerikaans schrijver en ondernemer
- W.H. van Eemlandt (66), Nederlands schrijver

### 3 november
- Jacobus Schuurbeque Boeije (64), Nederlands burgemeester

### 5 november
- Charley Toorop (64), Nederlands schilderes en lithografe
- Maurice Utrillo (71), Frans kunstschilder

### 6 november
- Edwin James Barclay (73), president van Liberia
- Jack McGrath (36), Amerikaans autocoureur
- Otto Pfeiffer (73), Duits kunstschilder
- C.G.N. de Vooys (82), Nederlands taal- en letterkundige

### 9 november
- Henri Delaunay (72), Frans voetballer en sportbestuurder
- Alexandre Spreutel (75), Belgisch politicus

### 10 november
- Junior Raglin (38), Amerikaans jazzmusicus

### 11 november
- Auguste Devaux (77), Belgisch politicus
- John Loudon (89), Nederlands politicus en diplomaat

### 12 november
- Alfréd Hajós (80), Hongaars zwemmer en architect

### 13 november
- Jacques Feyerick (80), Belgisch atleet

### 15 november
- Lloyd Bacon (65), Amerikaans regisseur

### 16 november
- Rinus van Rekum (71), Nederlands touwtrekker

### 17 november
- Helmuth Weidling (64), Duits militair leider

### 20 november
- Emilie Engel (62), Duits geestelijke

### 22 november
- Theophile Beeckman (59), Belgisch wielrenner
- Joseph Guy Ropartz (91), Frans componist
- Manuel Toussaint (65), Mexicaans kunsthistoricus en schrijver
- Gustaaf Van der Linden (74), Belgisch politicus

### 25 november
- Prosper De Bruyn (70), Belgisch politicus
- Herman Hoogland (64), Nederlands dammer
- Louis Lachenal (34), Frans bergbeklimmer
- Arthur Tansley (84), Brits botanicus

### 26 november
- Max-Léo Gérard (76), Belgisch politicus
- Karel Gerrits (68), Nederlands burgemeester
- Carl ap Rhys Pryce (79), Brits militair en avonturier

### 27 november
- Luís de Freitas Branco (65), Portugees componist
- Arthur Honegger (63), Frans componist

### 28 november
- Carel Joseph van Kempen (83), Nederlands politicus

### 29 november
- Rene Paul Chambellan (62), Amerikaans beeldhouwer

### 30 november
- Oyama Ikuo (75), Japans politicus en wetenschapper

## December

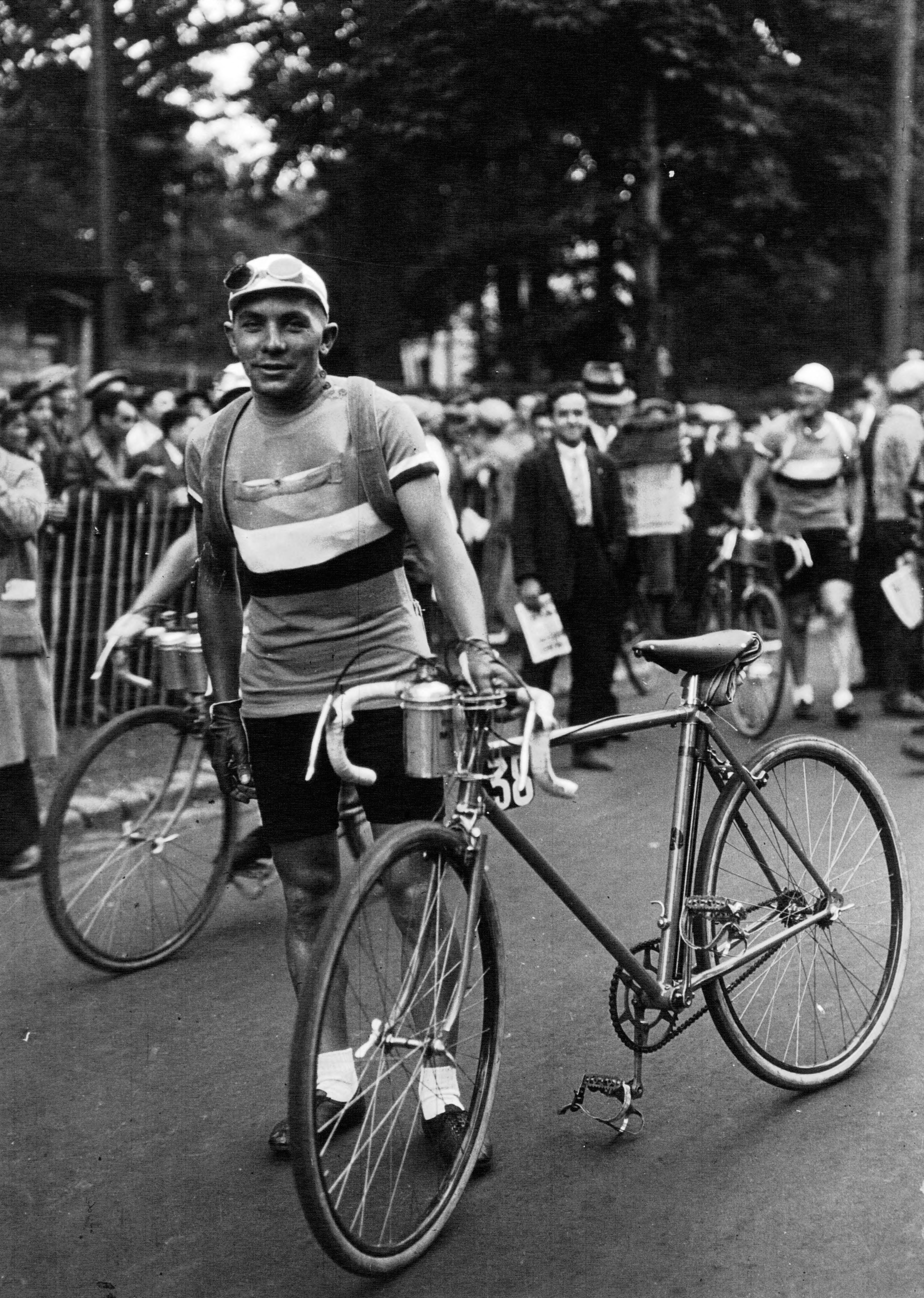
Maurice Archambaud
3 december

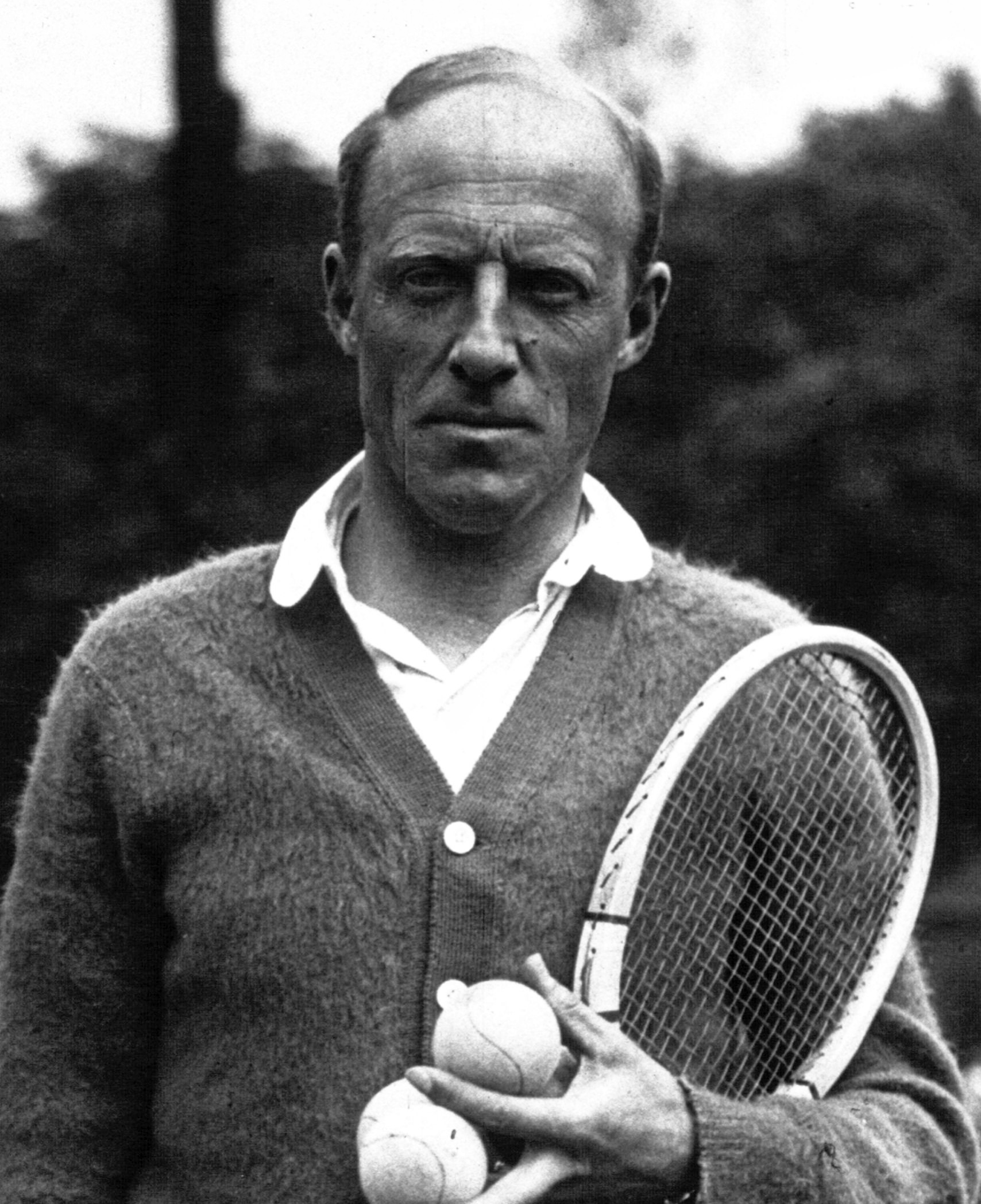
Christiaan van Lennep
5 december

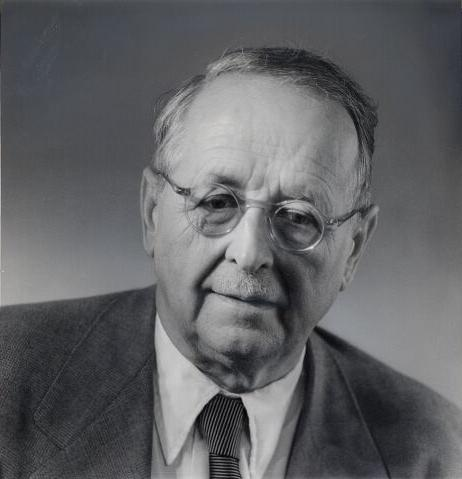
Hermann Weyl
8 december

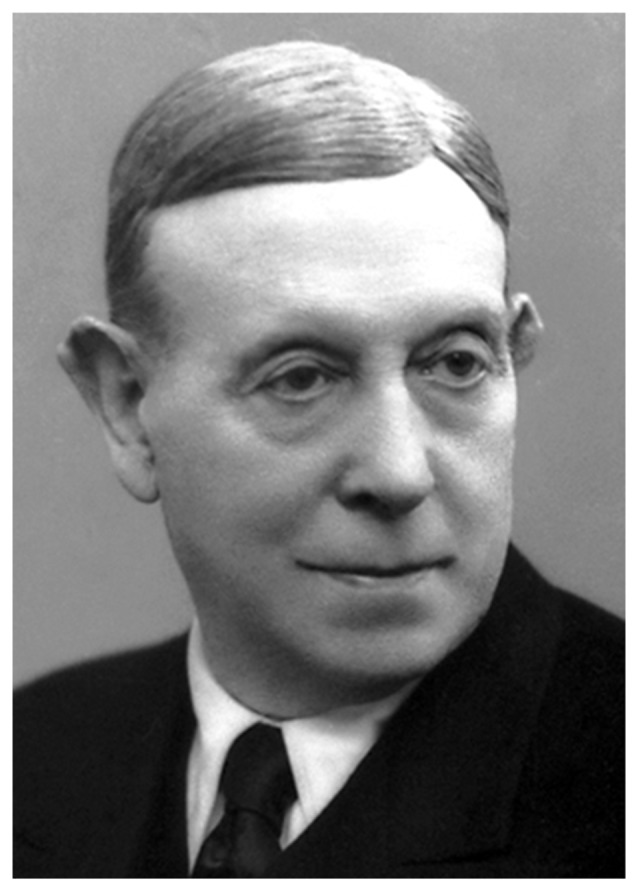
António Egas Moniz
13 december

| 1 | 2 | 3 | 4 | 5 | 6 | 7 | 8 | 9 | 10 | 11 | 12 | 13 | 14 | 15 | 16 | 17 | 18 | 19 | 20 | 21 | 22 | 23 | 24 | 25 | 26 | 27 | 28 | 29 | 30 | 31 |
| - | - | - | - | - | - | - | - | - | -- | -- | -- | -- | -- | -- | -- | -- | -- | -- | -- | -- | -- | -- | -- | -- | -- | -- | -- | -- | -- | -- |

### 2 december
- Henk van Laar (57), Nederlands natuurbeschermer

### 3 december
- Maurice Archambaud (49), Frans wielrenner
- María Izquierdo (53), Mexicaans kunstschilderes

### 5 december
- Christiaan van Lennep (68), Nederlands tennisser

### 7 december
- Manfred Bukofzer (45), Duits musicoloog

### 8 december
- Paul van Kempen (62), Nederlands violist en dirigent
- Hermann Weyl (70), Duits wiskundige

### 9 december
- Adriana Budevska (76), Bulgaars toneelactrice

### 10 december
- Henk de Wolf (62), Nederlands gewichtheffer

### 13 december
- Co Brandes (71), Nederlands architect
- António Egas Moniz (81), Portugees neuroloog
- George Villiers (78), Brits politicus

### 15 december
- Otto Braun (83), Duits politicus
- Horace McCoy (58), Amerikaans schrijver

### 17 december
- Victor Brecheret (61), Braziliaans beeldhouwer
- Alexandre de Hemptinne (89), Belgisch natuurkundige en scheikundige

### 19 december
- Camiel Annys (70), Belgisch glazenier

### 20 december
- Pius Arts (74), Nederlands schaatser, voetballer en politicus
- Frans Zielens (78), Belgisch componist

### 22 december
- Jules De Bisschop (76), Belgisch roeier
- Jules-Émile Verschaffelt (85), Belgisch fysicus
- Boy van Wilgenburg (53), Nederlands zwemmer

### 25 december
- Giovanni Cuniolo (71), Italiaans wielrenner
- Fructuós Gelabert i Badiella (81), Spaans filmmaker
- Emil Oberle (66), Duits voetballer

### 27 december
- Ely Culbertson (64), Amerikaans bridgespeler

### 28 december
- Arnold van der Vegt (72), Nederlands circusdirecteur

### 31 december
- Ernest De Vriendt, (76), Belgisch volksfiguur
- René Demoitelle (64), Belgisch politicus

## Datum onbekend
- Eddie Pollack (56), Amerikaans jazzmusicus (overleden in juni)
- Gustave Vanderstappen (72), Belgisch voetballer (overleden in september)

1900 ·
1901 ·
1902 ·
1903 ·
1904 ·
1905 ·
1906 ·
1907 ·
1908 ·
1909 ·
1910 ·
1911 ·
1912 ·
1913 ·
1914 ·
1915 ·
1916 ·
1917 ·
1918 ·
1919 ·
1920 ·
1921 ·
1922 ·
1923 ·
1924 ·
1925 ·
1926 ·
1927 ·
1928 ·
1929 ·
1930 ·
1931 ·
1932 ·
1933 ·
1934 ·
1935 ·
1936 ·
1937 ·
1938 ·
1939 ·
1940 ·
1941 ·
1942 ·
1943 ·
1944 ·
1945 ·
1946 ·
1947 ·
1948 ·
1949 ·
1950 ·
1951 ·
1952 ·
1953 ·
1954 ·
1955 ·
1956 ·
1957 ·
1958 ·
1959 ·
1960 ·
1961 ·
1962 ·
1963 ·
1964 ·
1965 ·
1966 ·
1967 ·
1968 ·
1969 ·
1970 ·
1971 ·
1972 ·
1973 ·
1974 ·
1975 ·
1976 ·
1977 ·
1978 ·
1979 ·
1980 ·
1981 ·
1982 ·
1983 ·
1984 ·
1985 ·
1986 ·
1987 ·
1988 ·
1989 ·
1990 ·
1991 ·
1992 ·
1993 ·
1994 ·
1995 ·
1996 ·
1997 ·
1998 ·
1999 ·
2000 ·
2001 ·
2002 ·
2003 ·
2004 ·
2005 ·
2006 ·
2007 ·
2008 ·
2009 ·
2010 ·
2011 ·
2012 ·
2013 ·
2014 ·
2015 ·
2016 ·
2017 ·
2018 ·
2019 ·
2020 ·
2021 ·
2022 ·
2023 ·
2024 ·
2025